# Llista de peixos d'Alaska

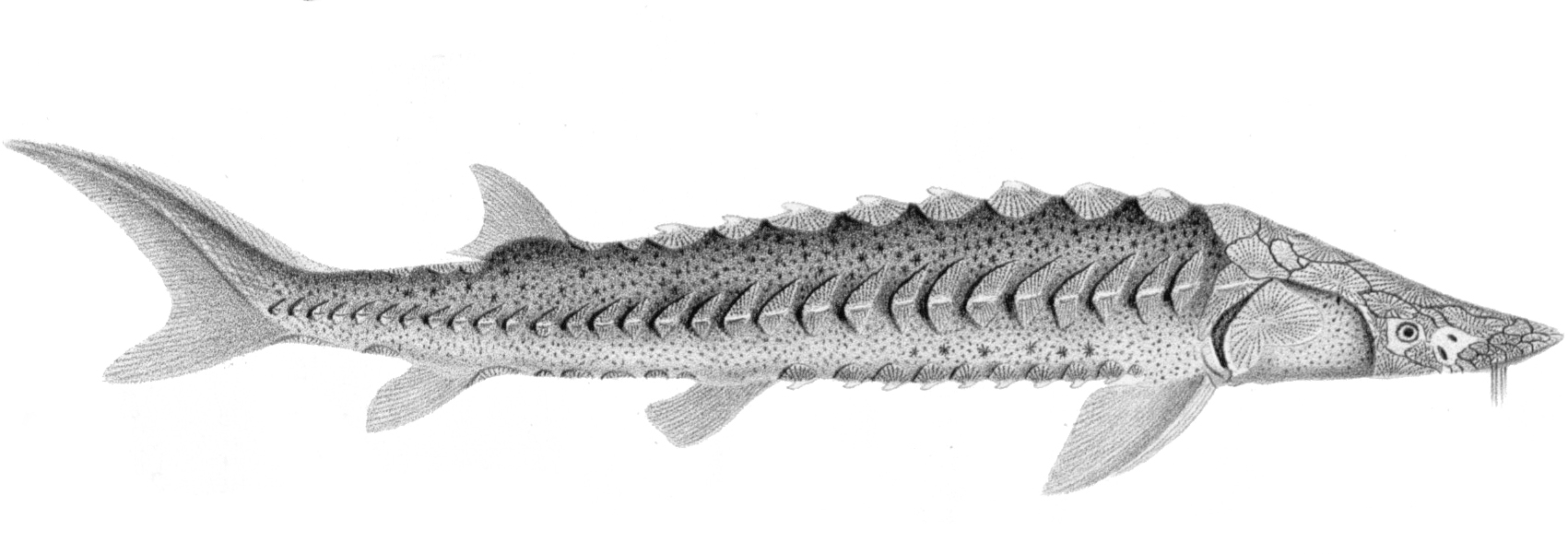
Acipenser medirostris

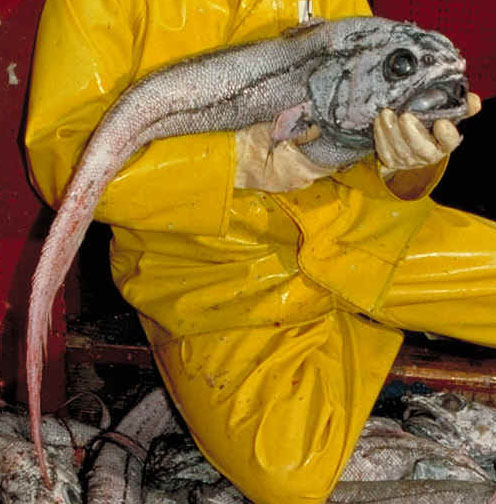
Albatrossia pectoralis

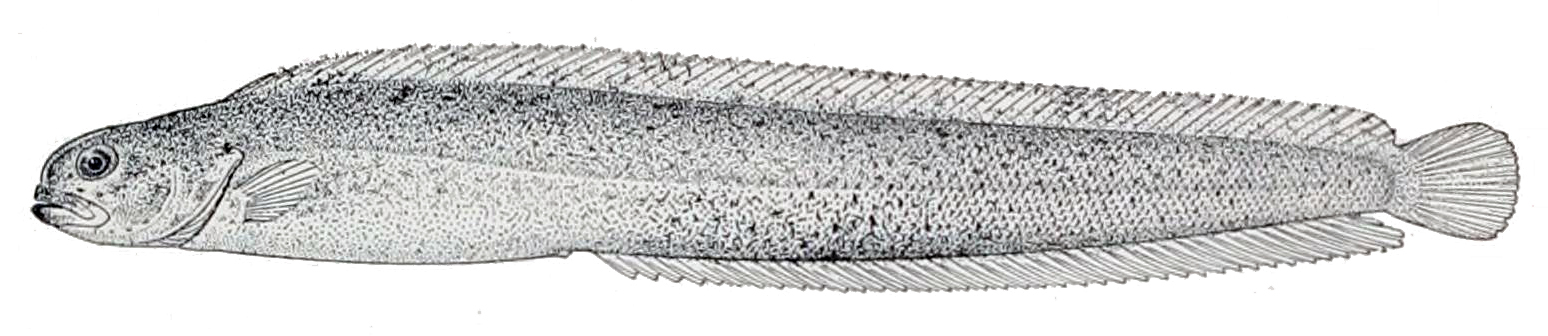
Alectridium aurantiacum

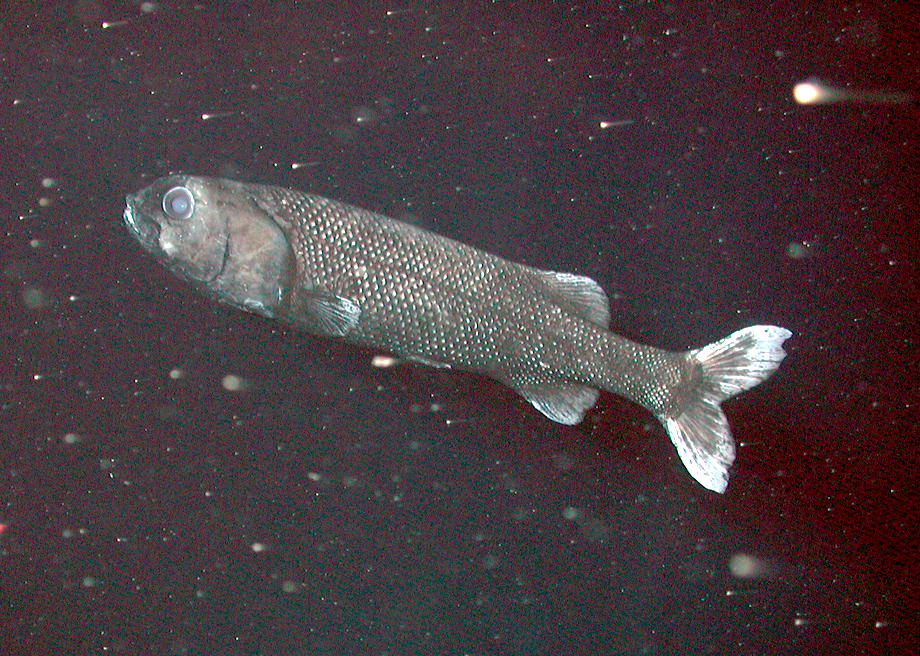
Alepocephalus tenebrosu

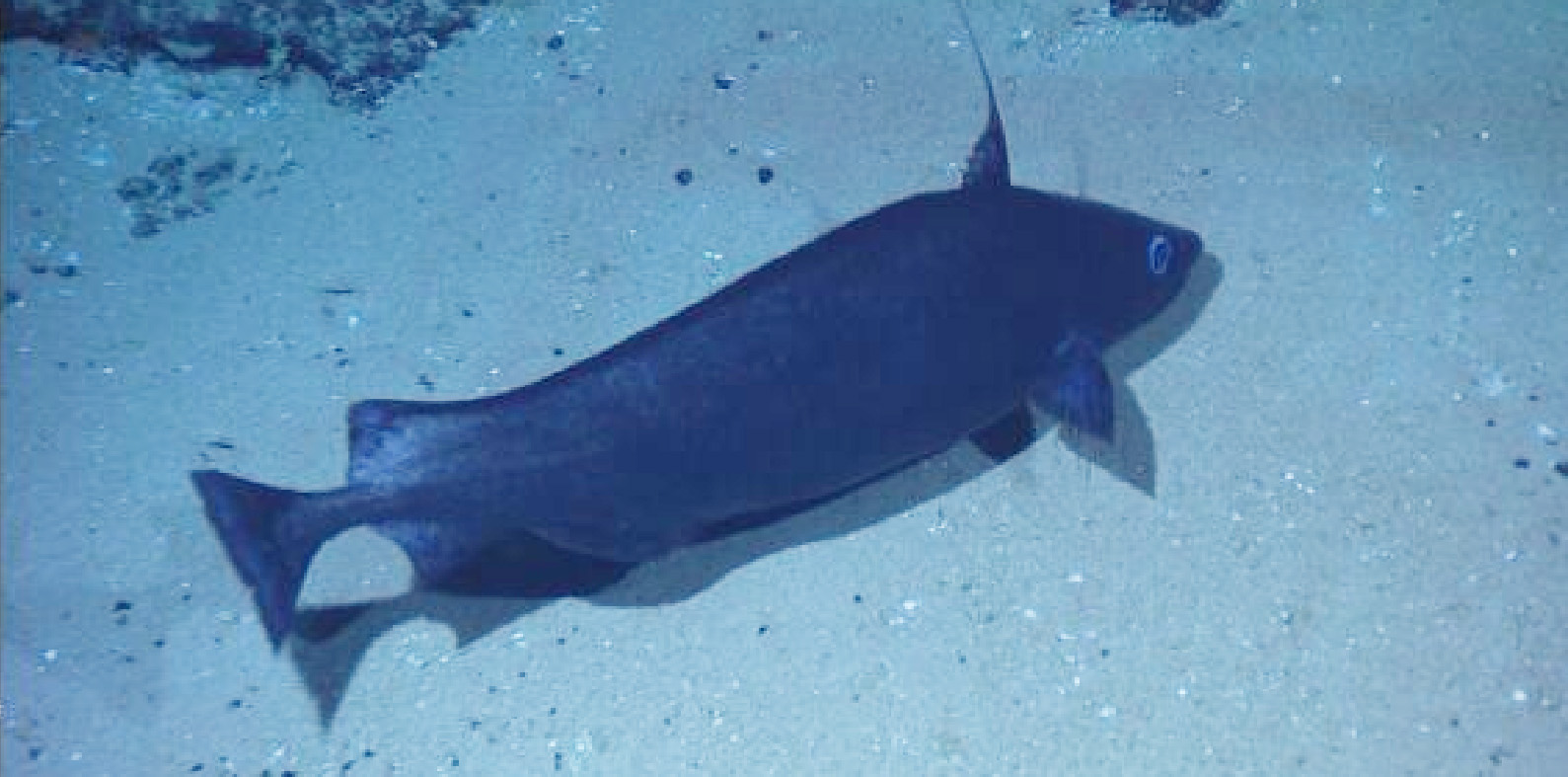
Antimora rostrata

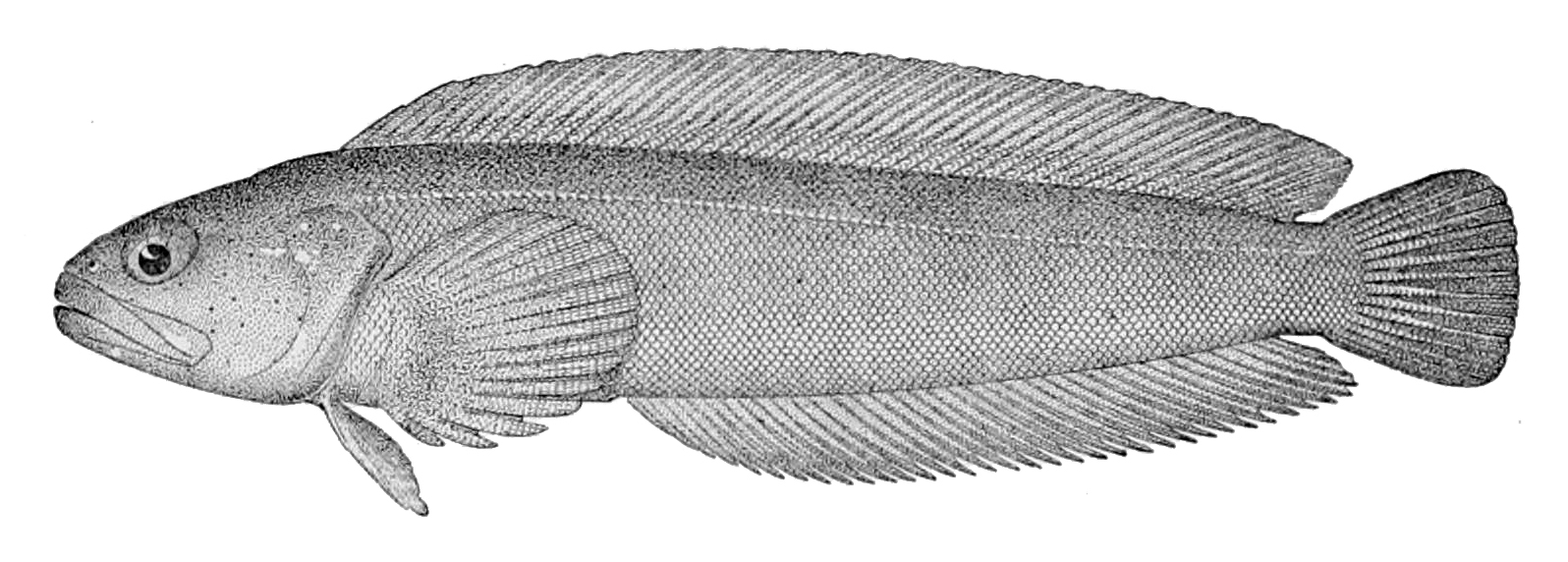
Bathymaster caeruleofasciatus

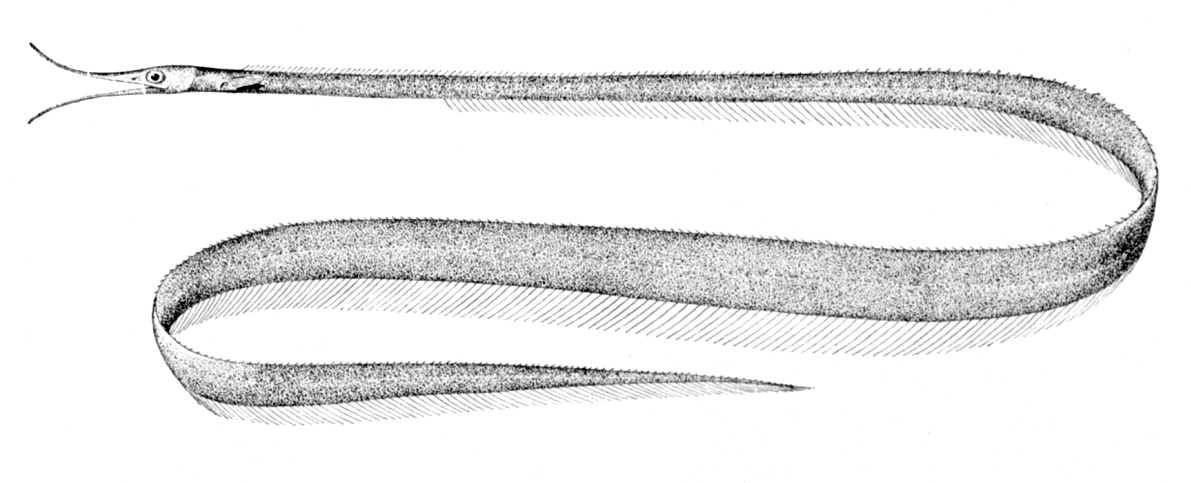
Avocettina infans

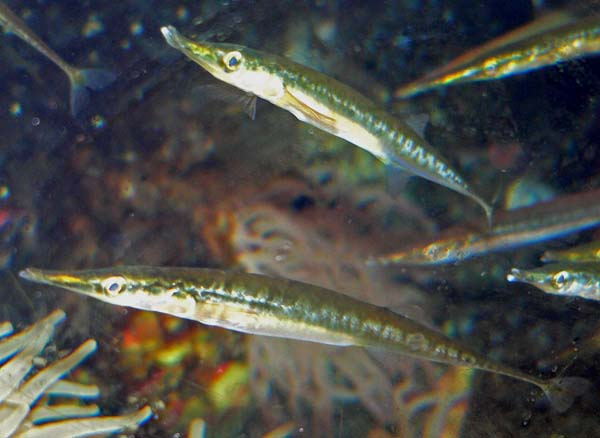
Aulorhynchus flavidus

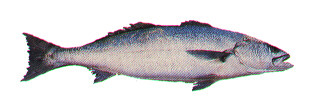
Atractoscion nobilis

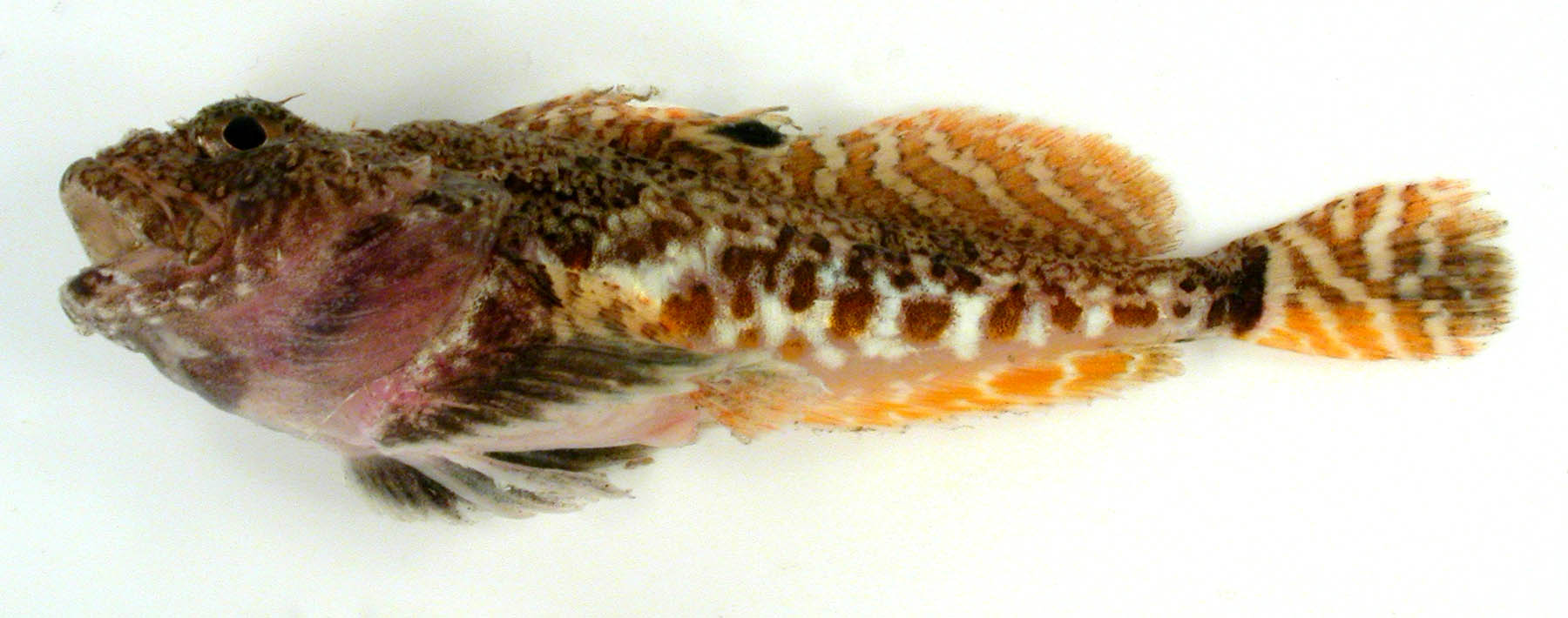
Artediellus scaber

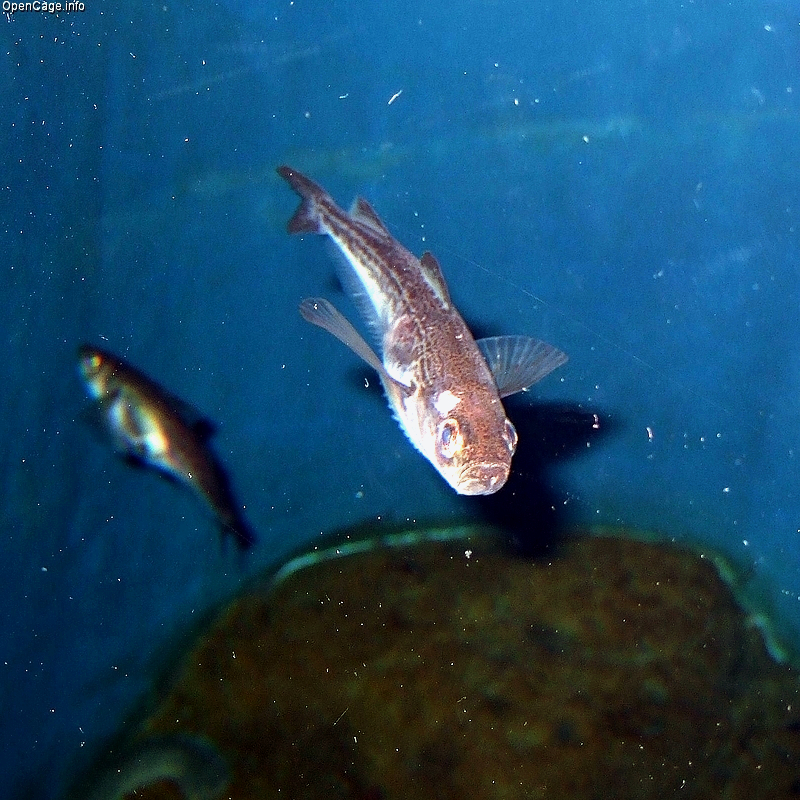
Arctoscopus japonicus

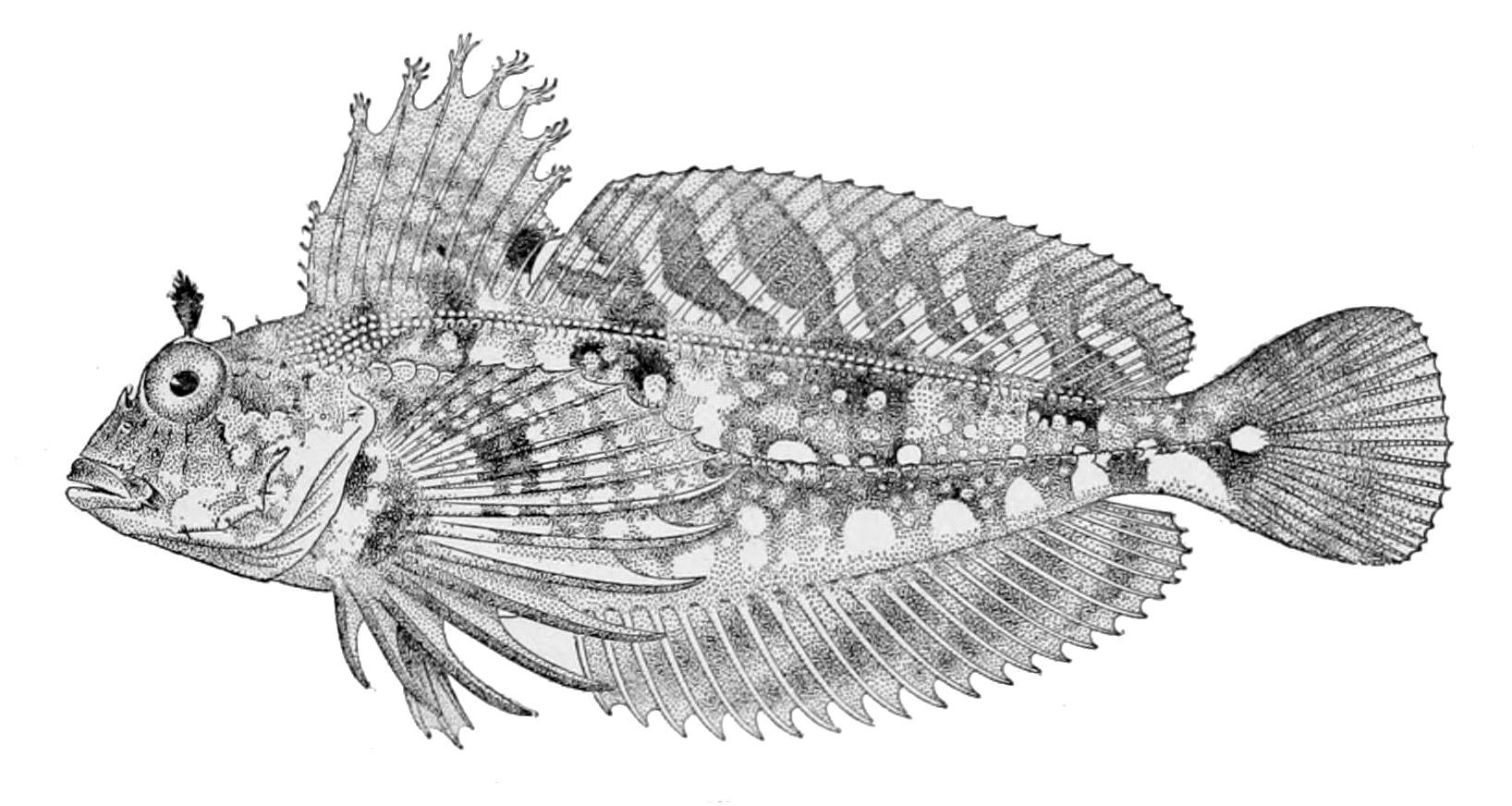
Archistes biseriatus

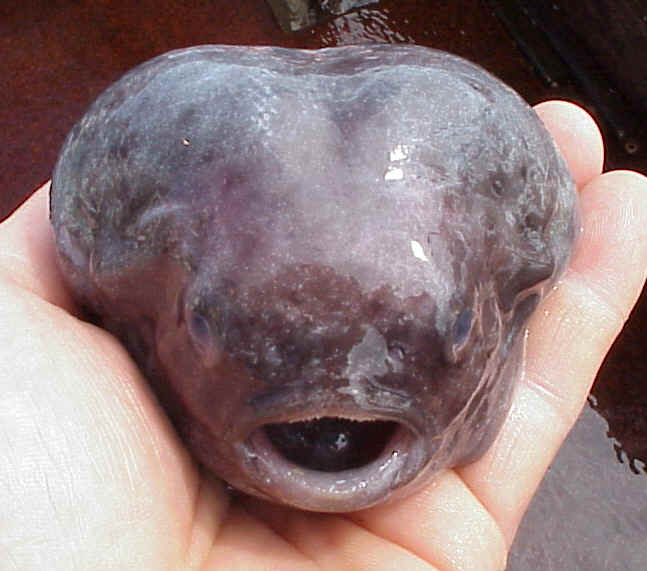
Aptocyclus ventricosus

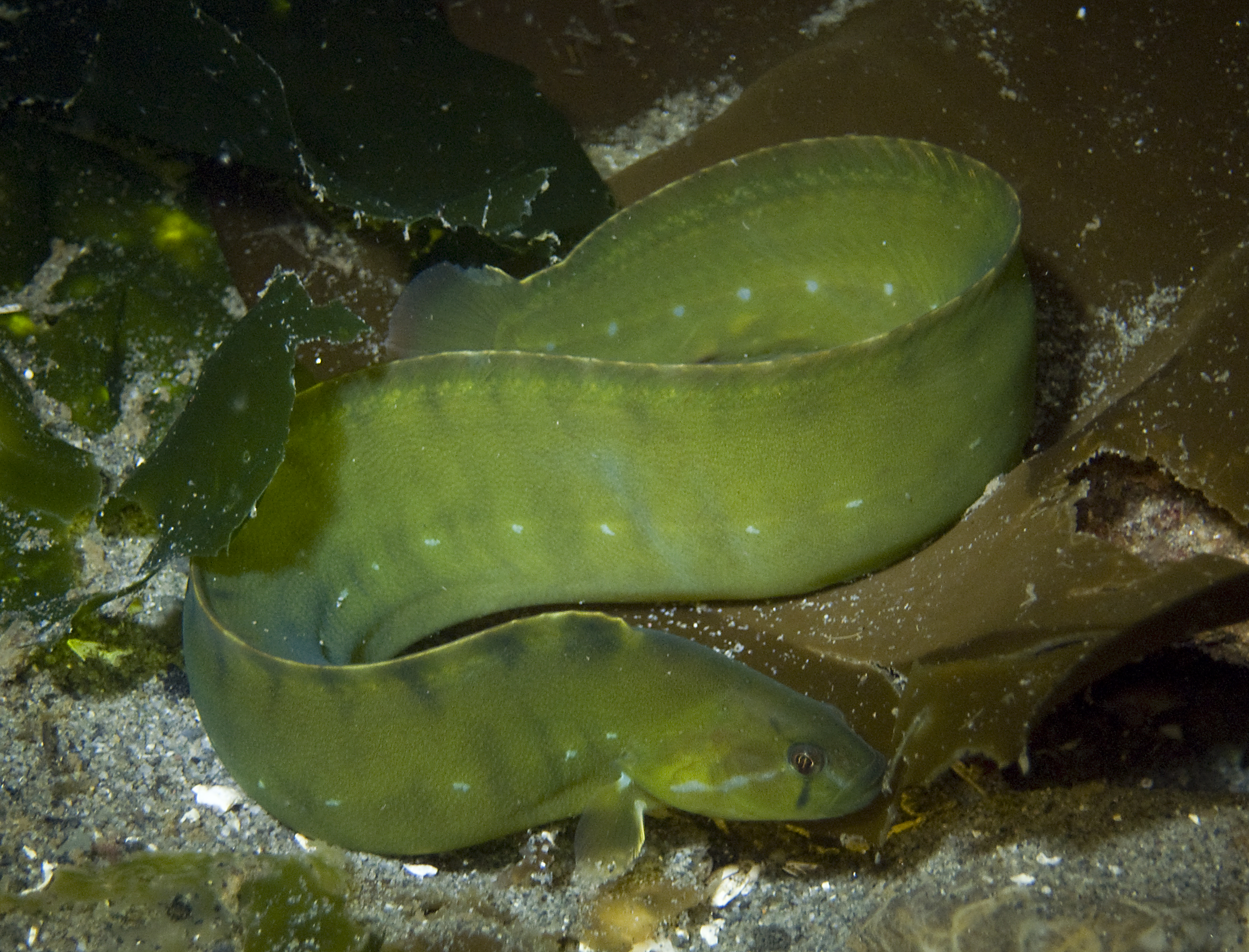
Apodichthys flavidus

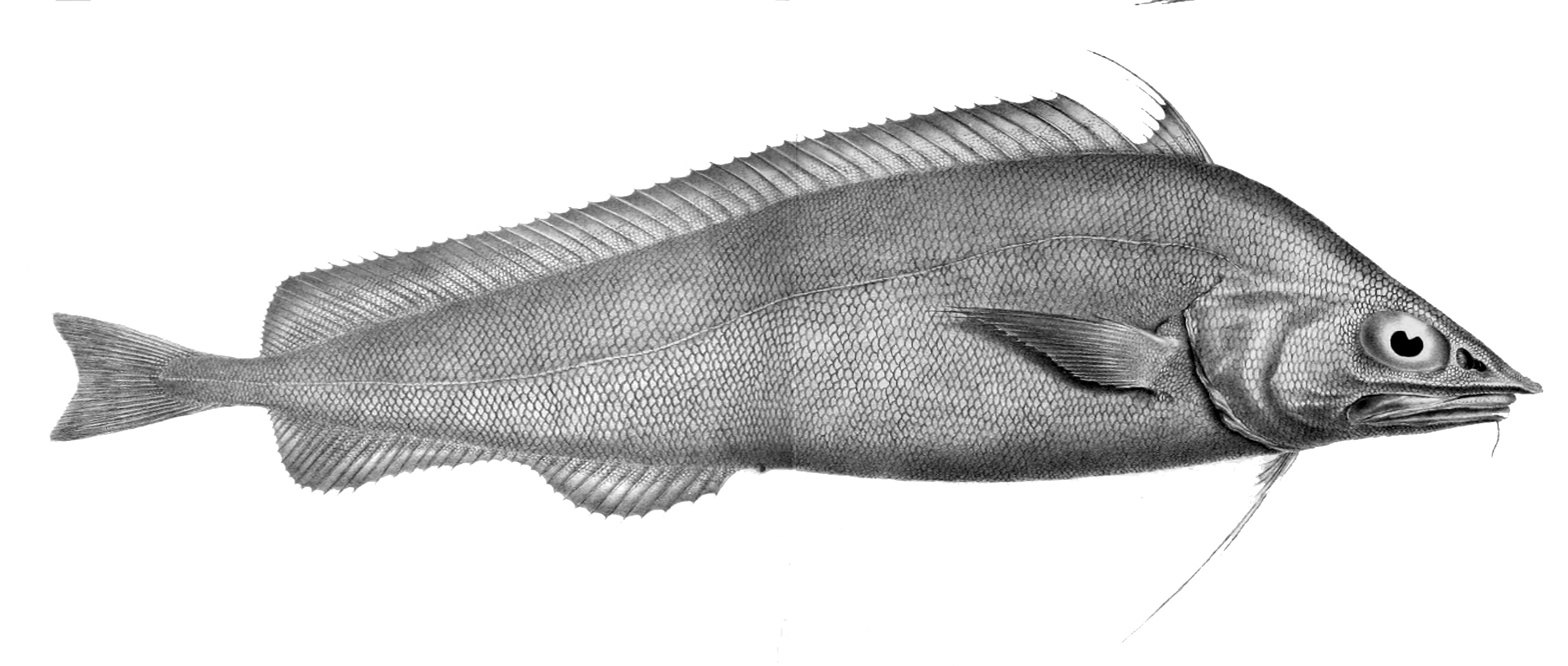
Antimora microlepis

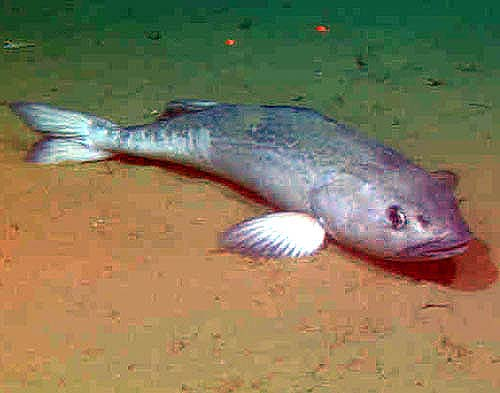
Anoplopoma fimbria

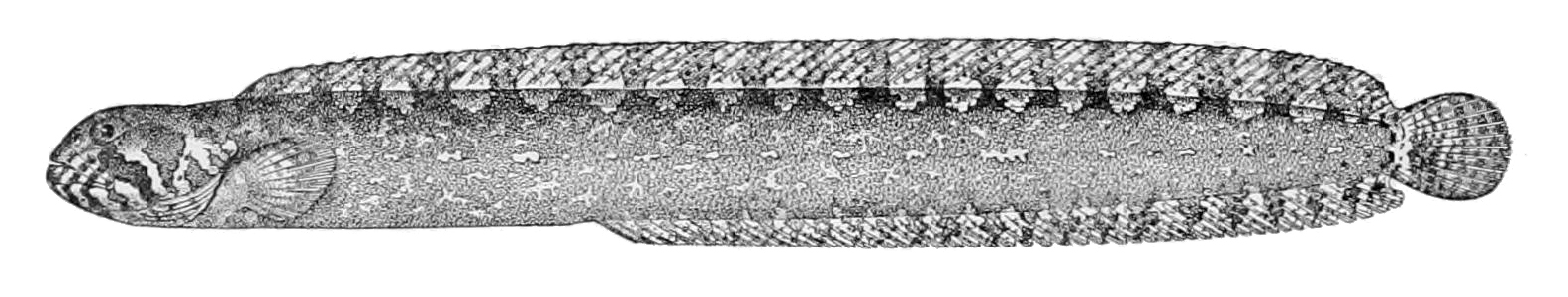
Anoplarchus insignis

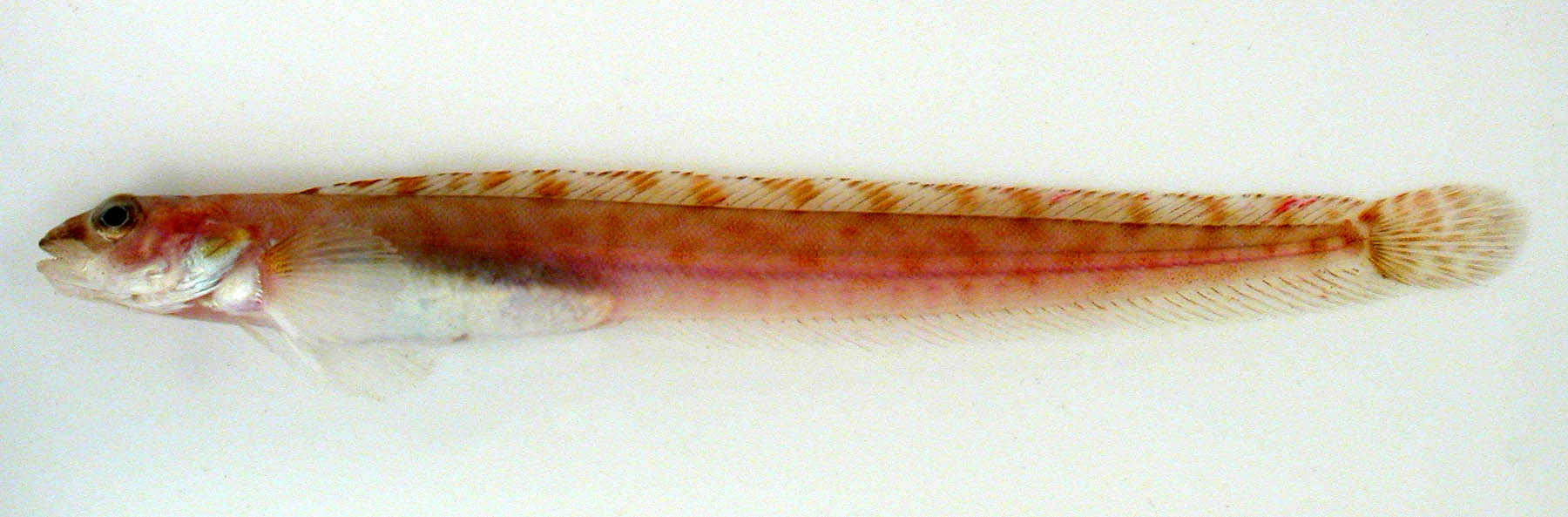
Anisarchus medius

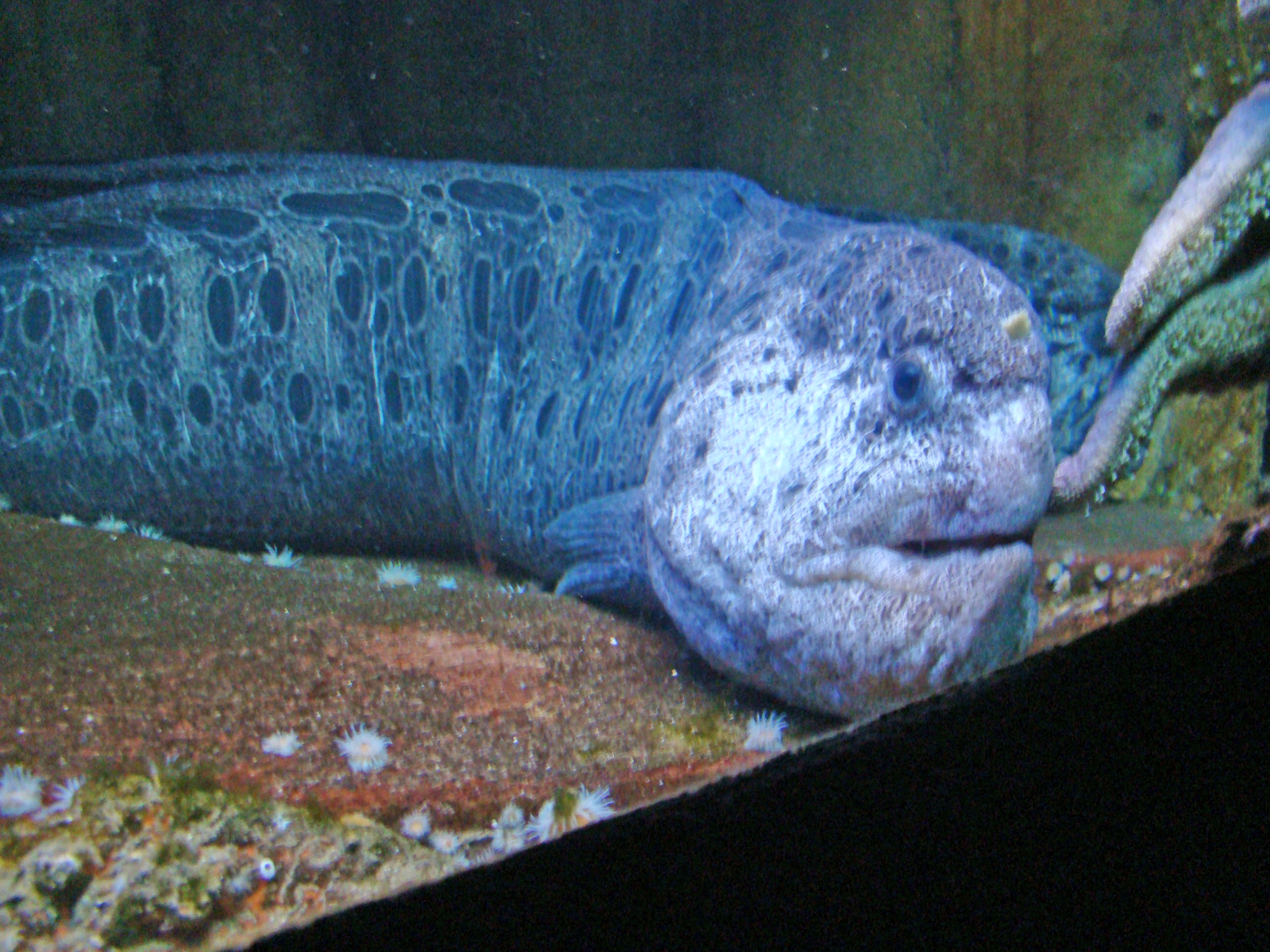
Anarrhichthys ocellatus

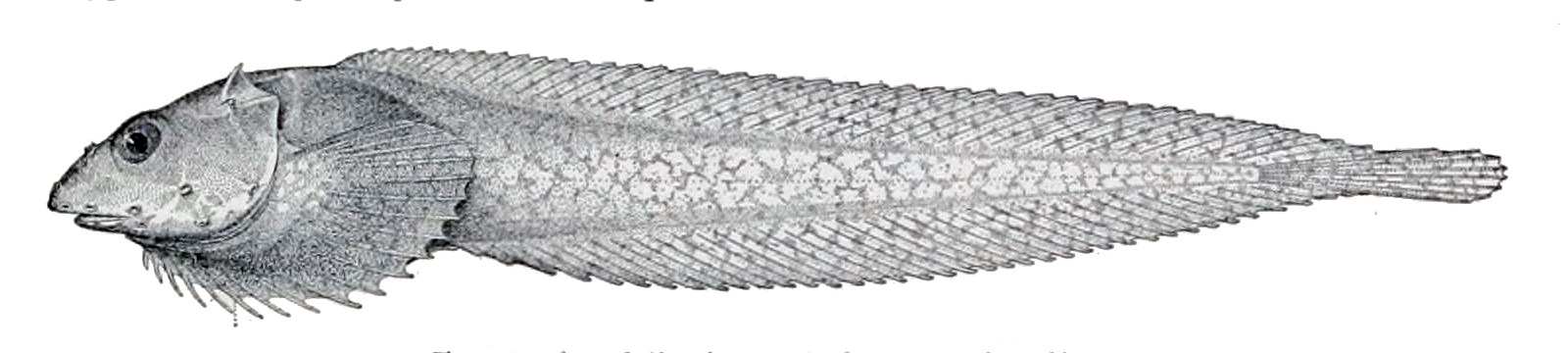
Acantholiparis operculari

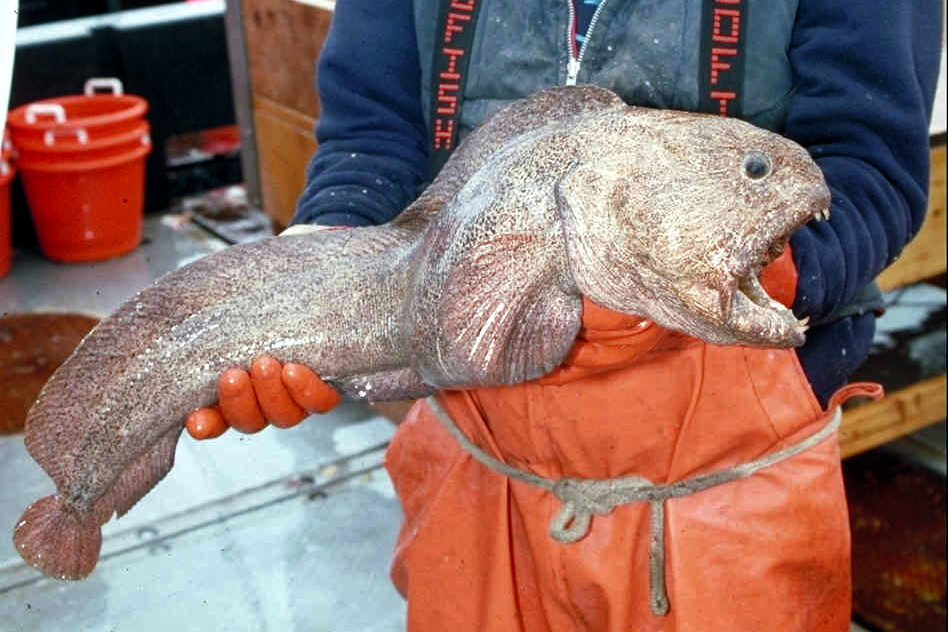
Anarhichas orientalis

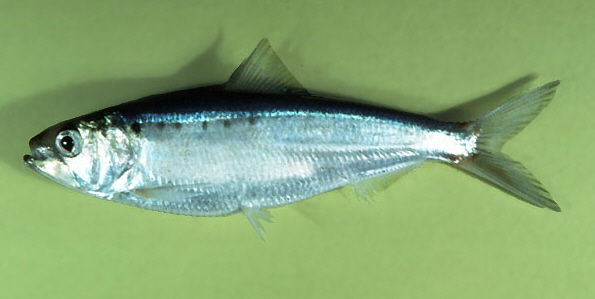
Alosa sapidissima

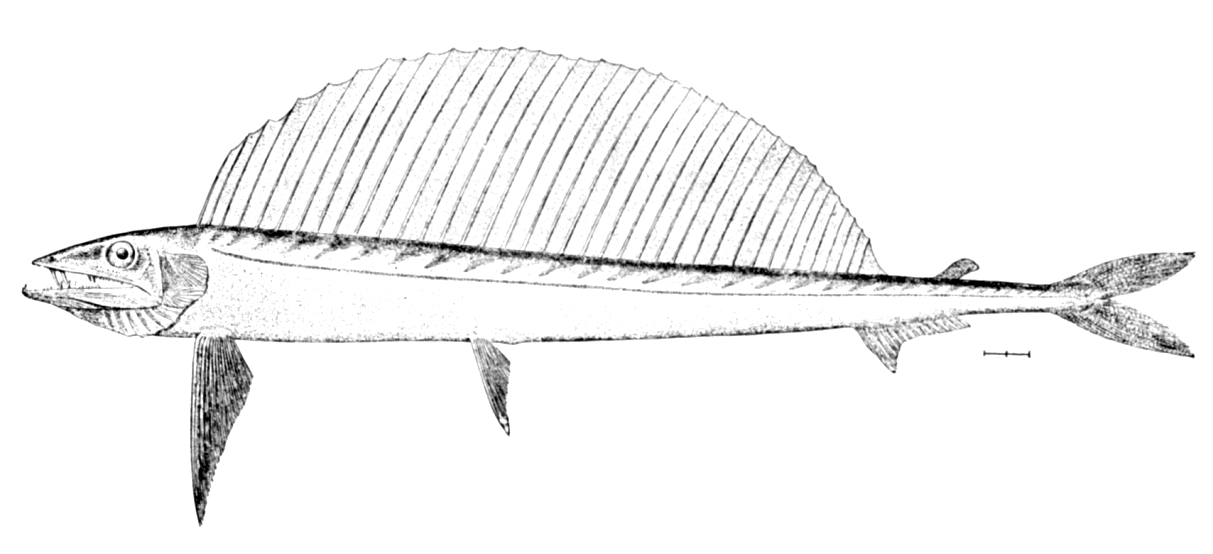
Alepisaurus ferox

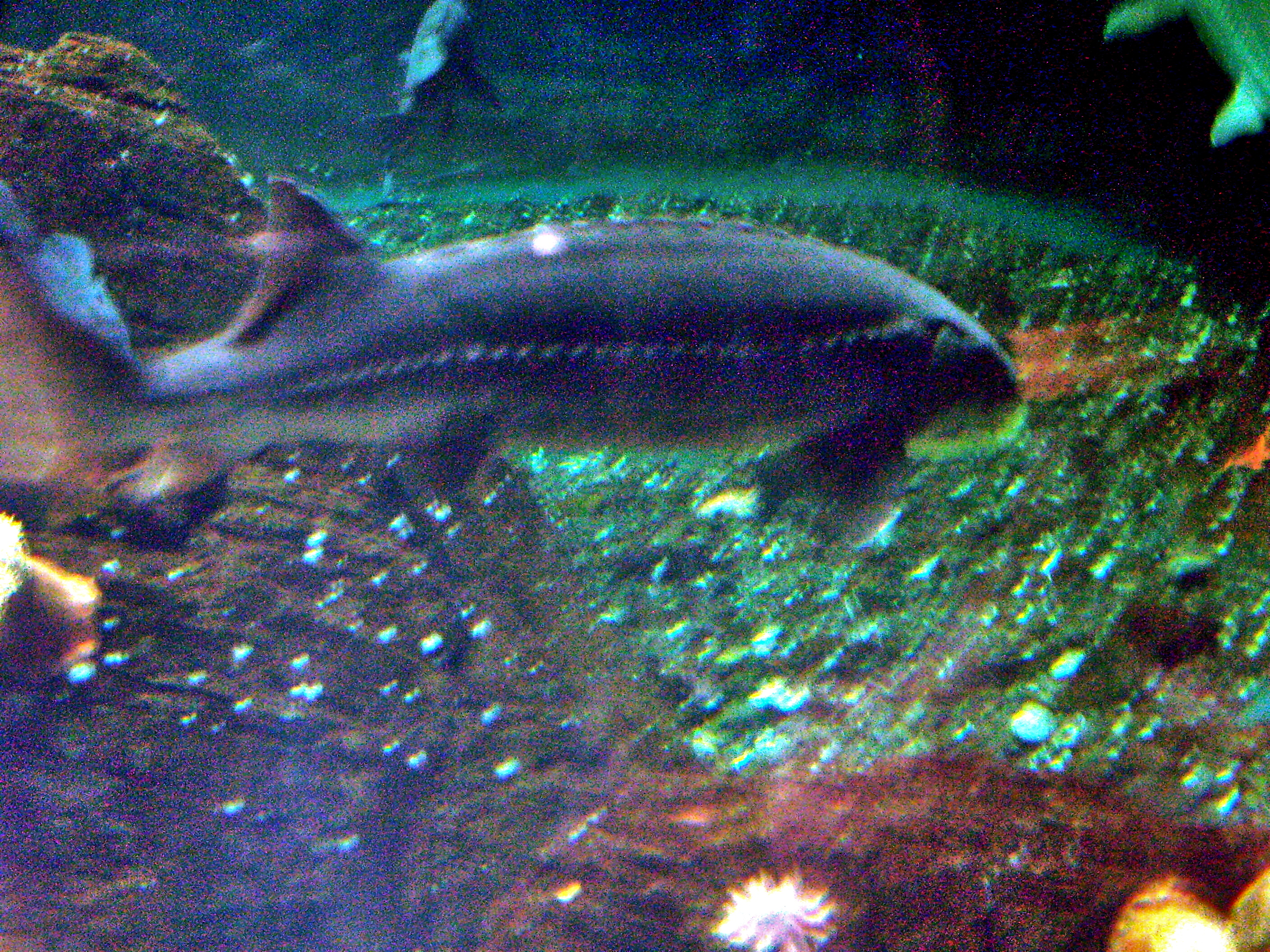
Acipenser transmontanus

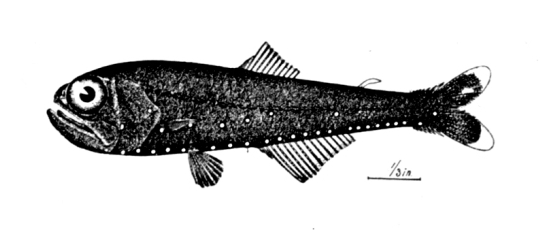
Fanalet glacial (Benthosema glaciale)

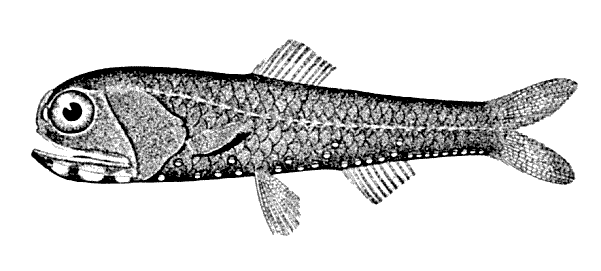
Diaphus theta

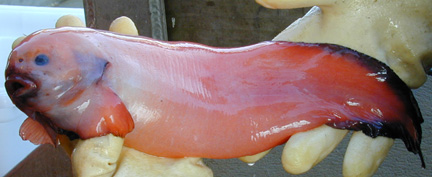
Elassodiscus tremebundus

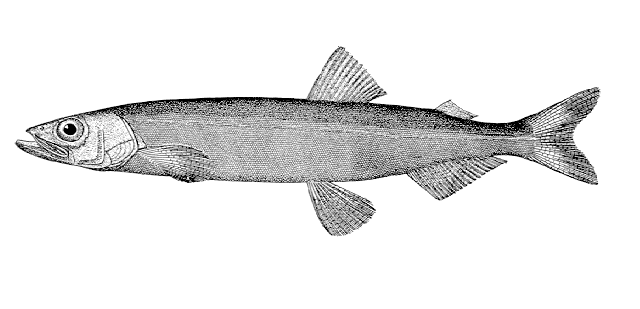
Mallotus villosus

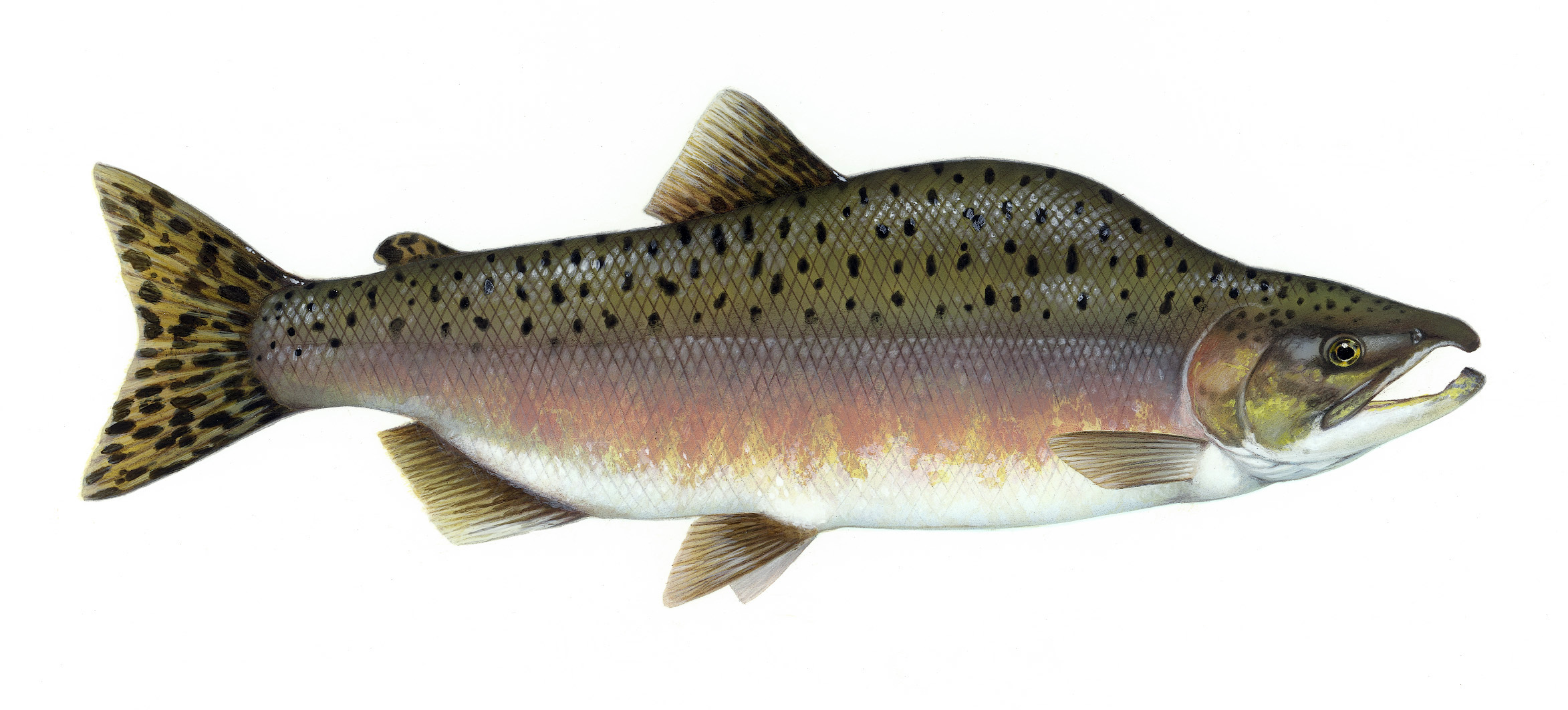
Salmó rosat del Pacífic (Oncorhynchus gorbuscha)

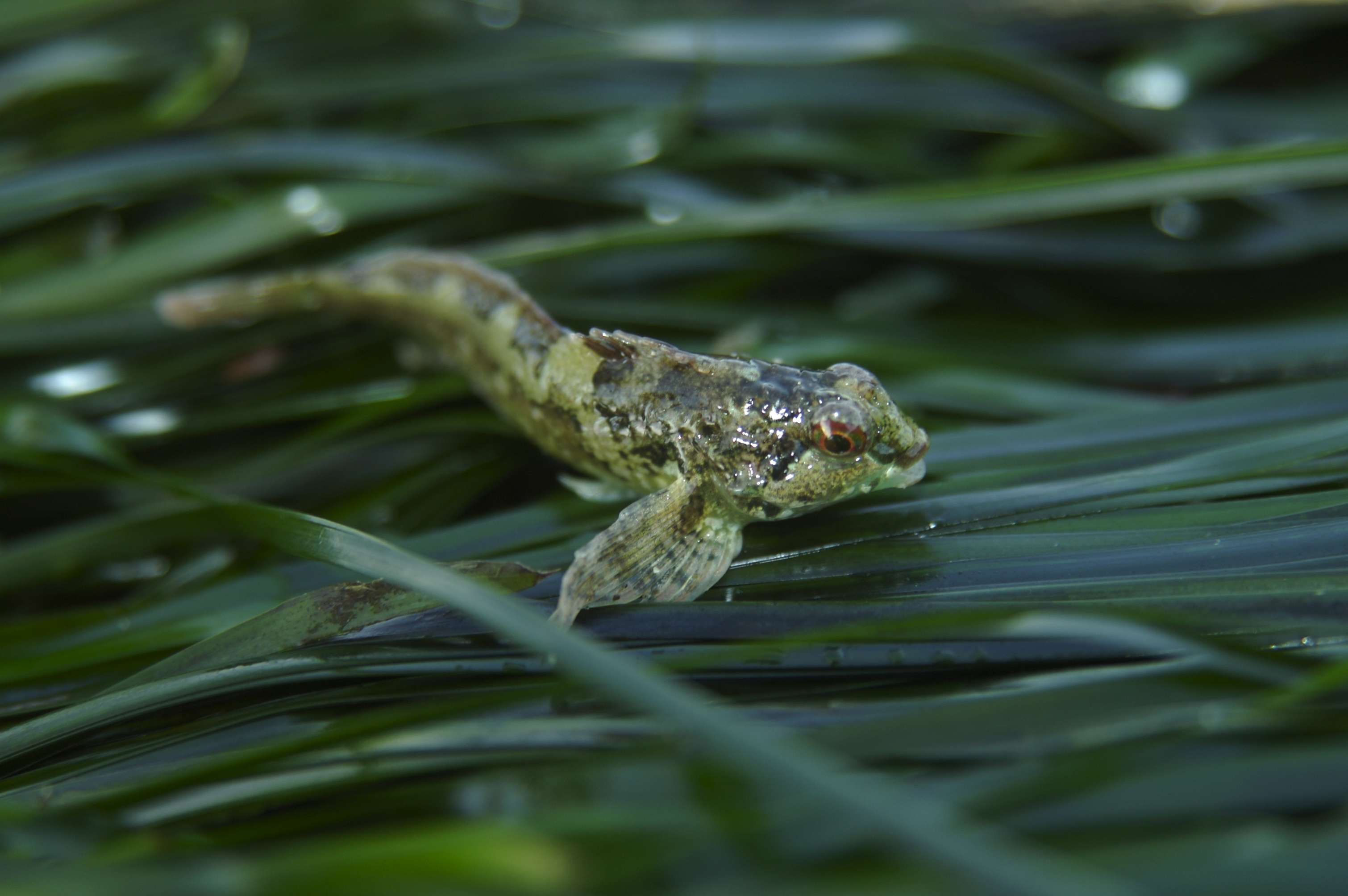
Oligocottus maculosus

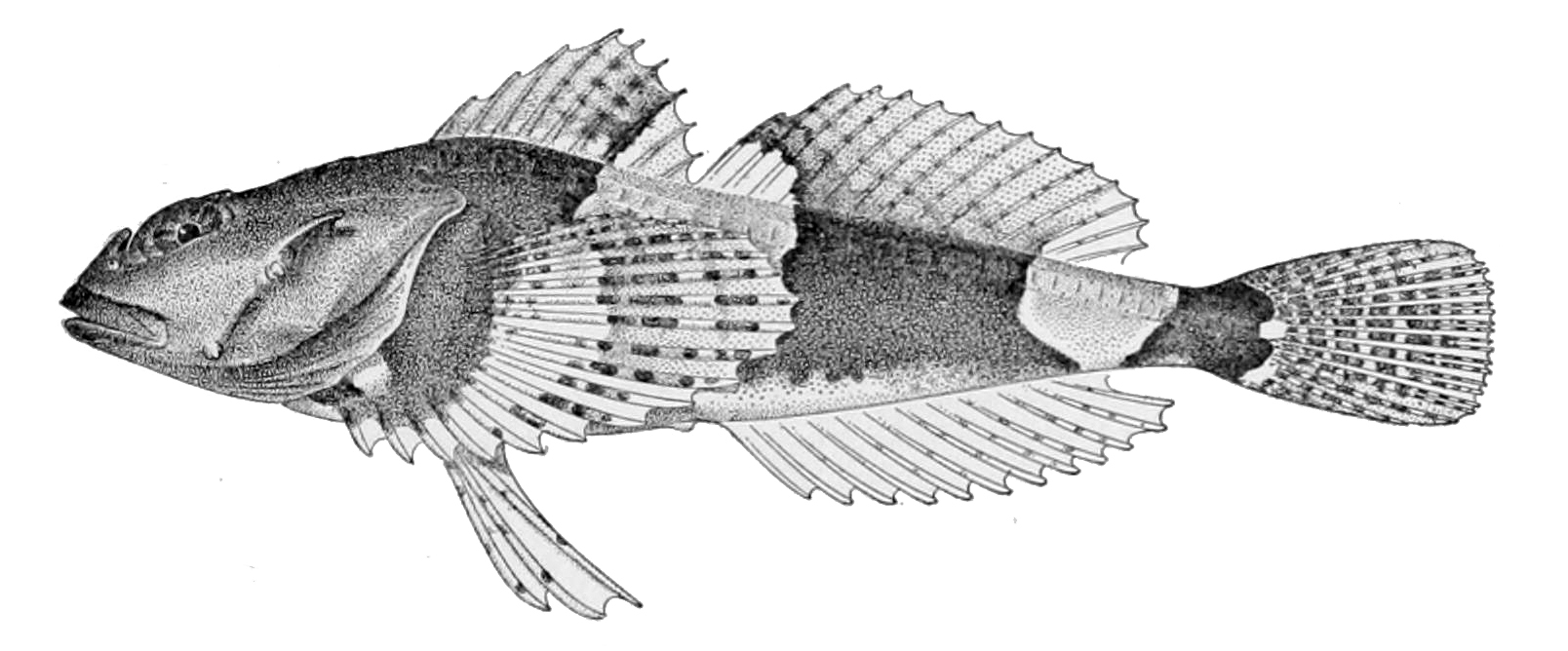
Microcottus sellaris

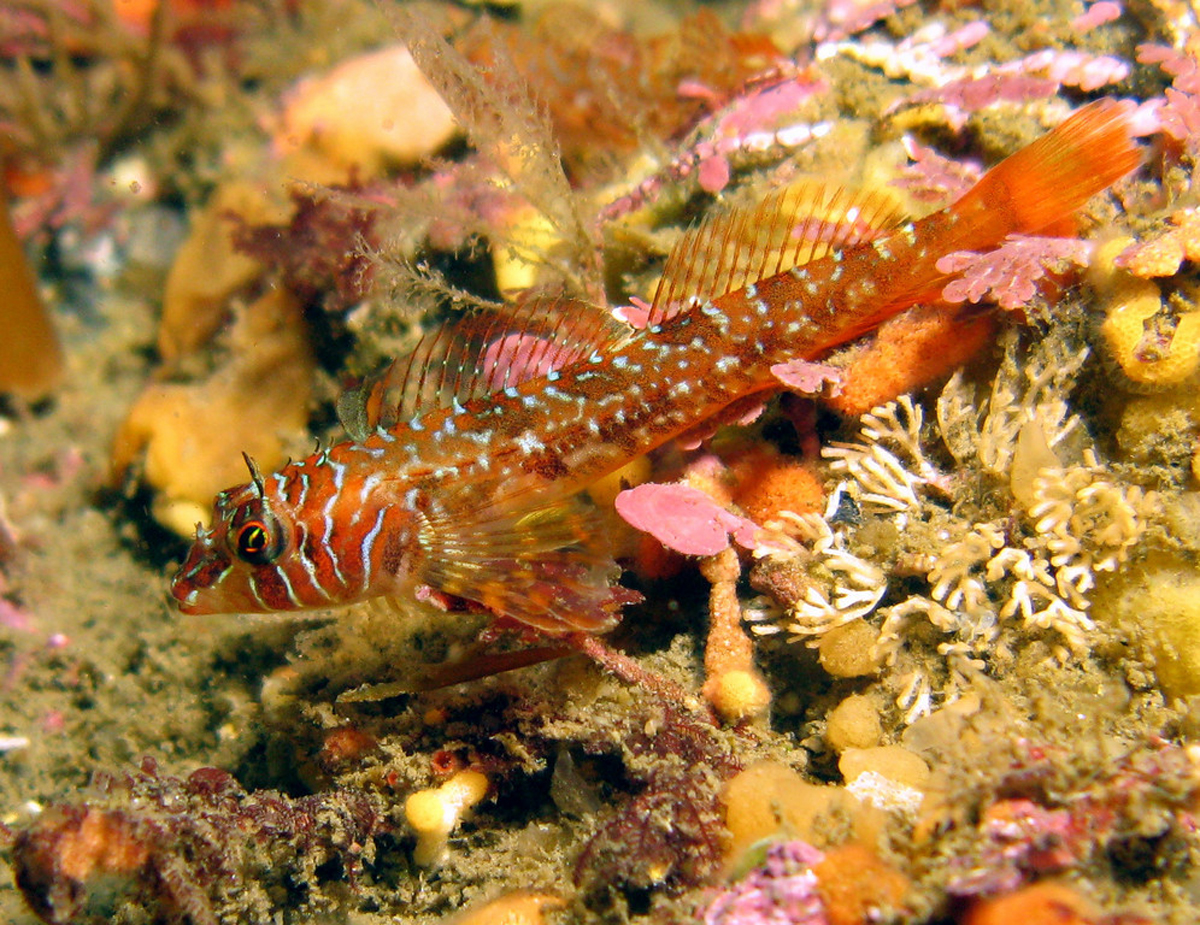
Jordania zonope

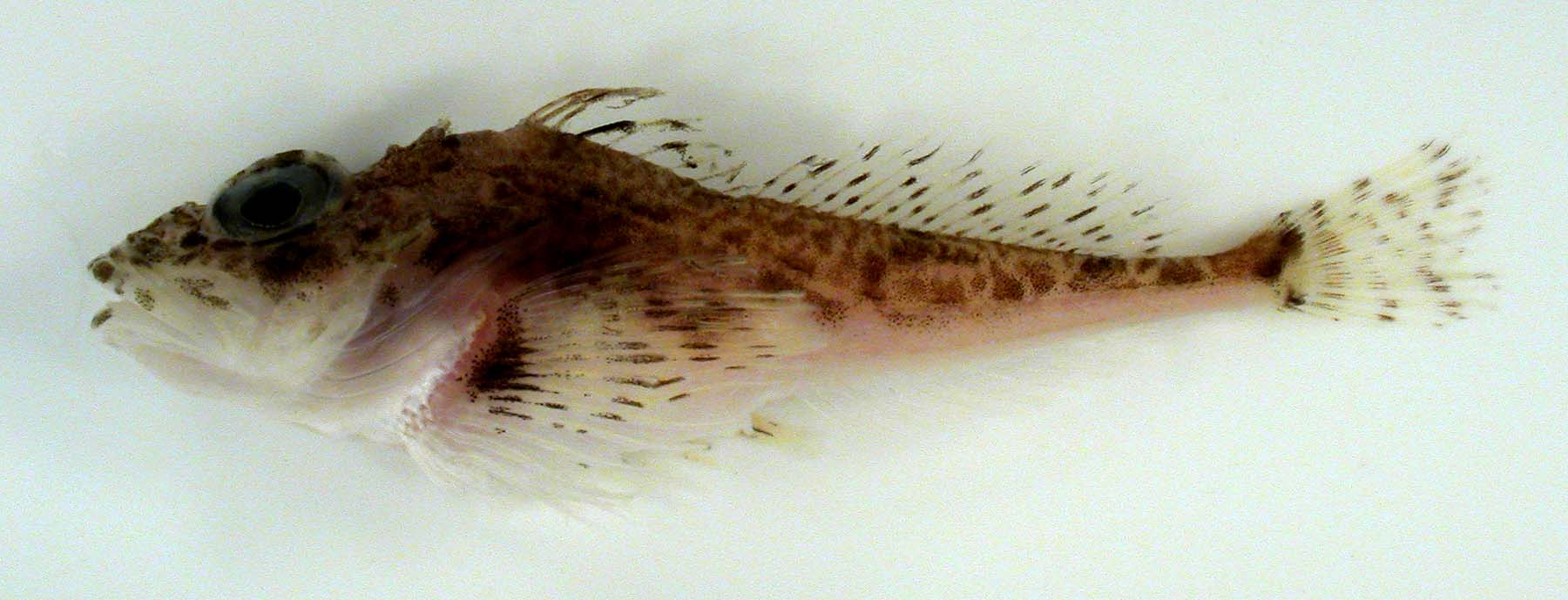
Icelus spatula

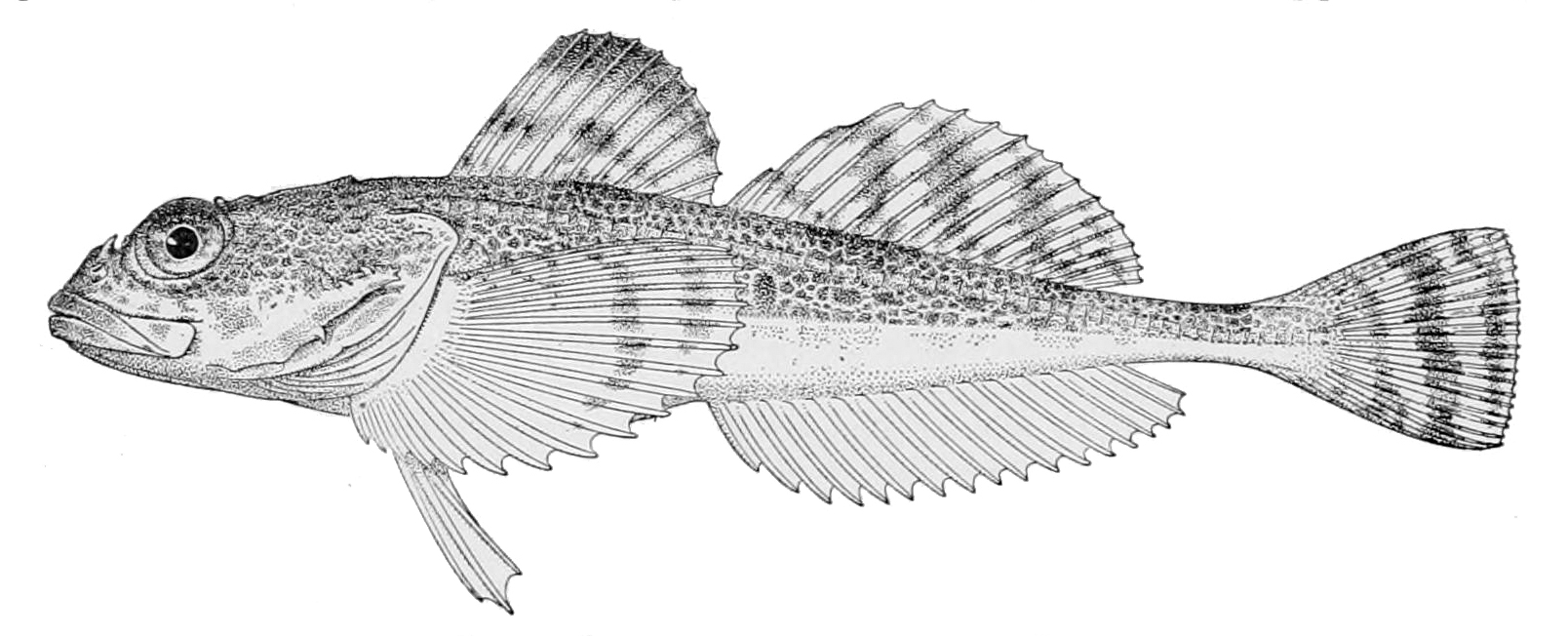
Gymnocanthus detrisus

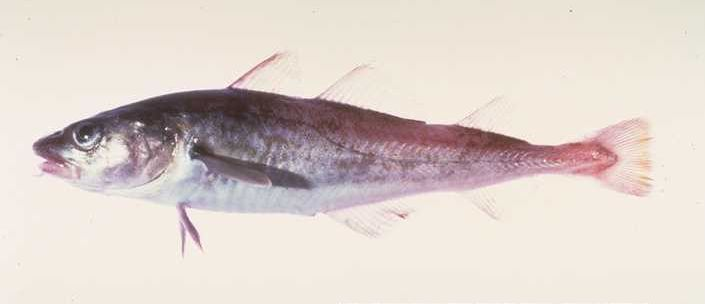
Gadus macrocephalus

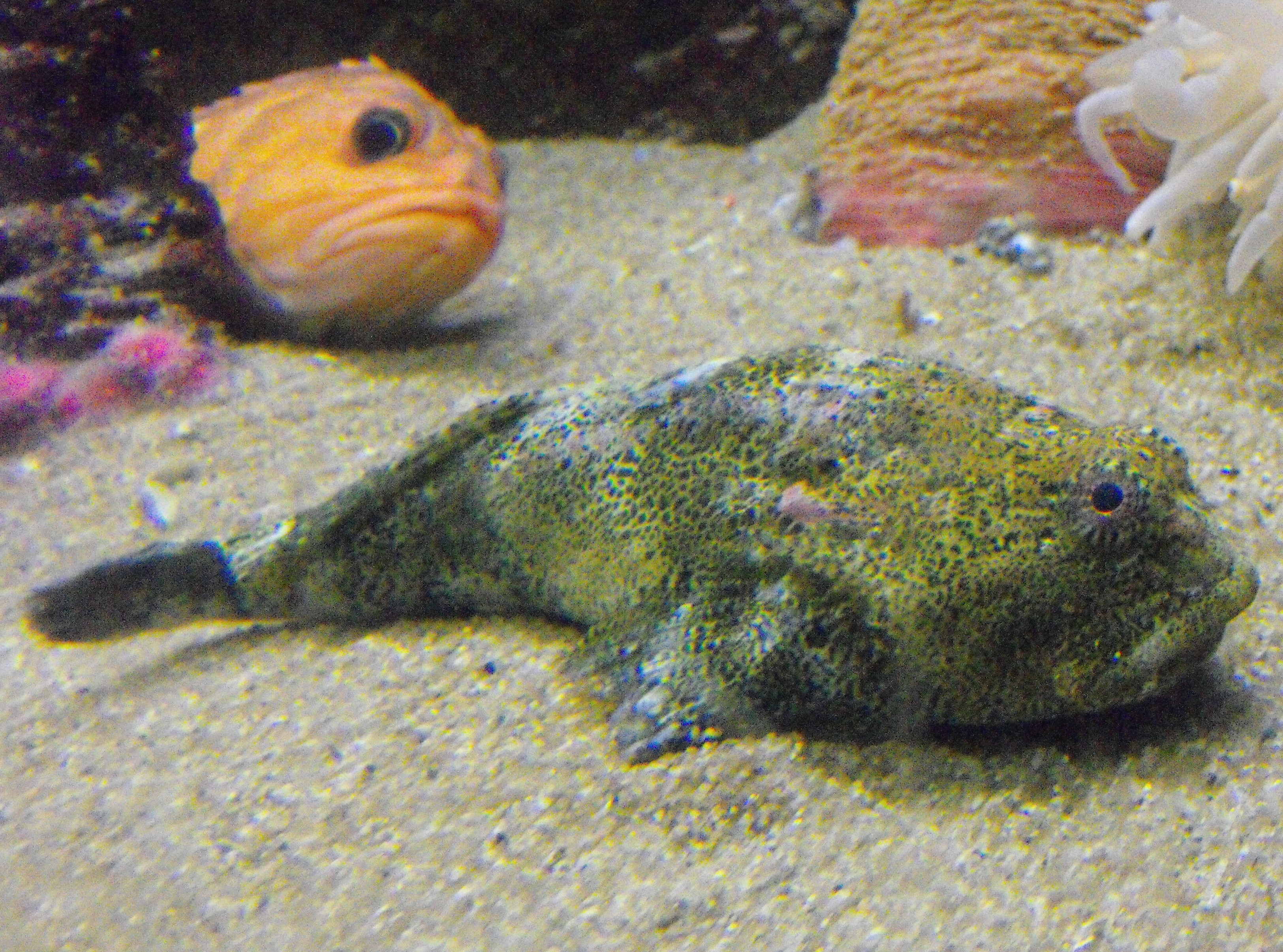
Enophrys bison

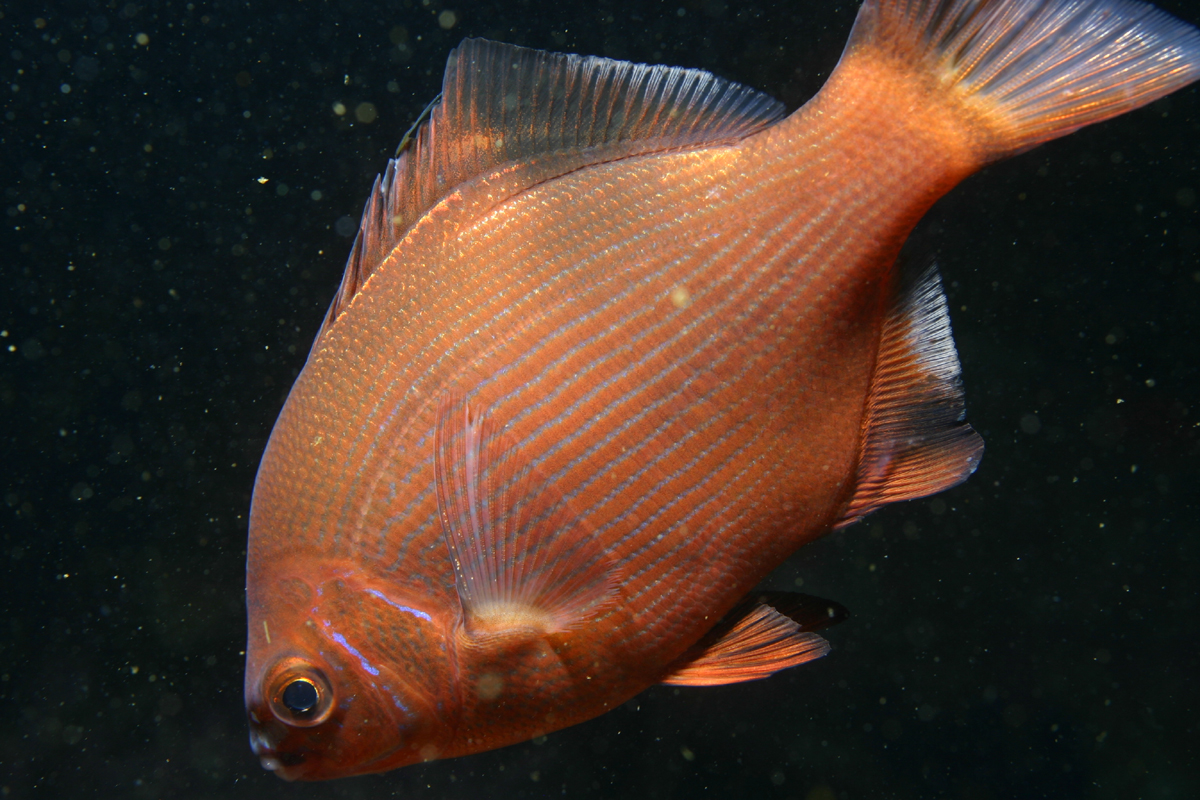
Embiotoca lateralis

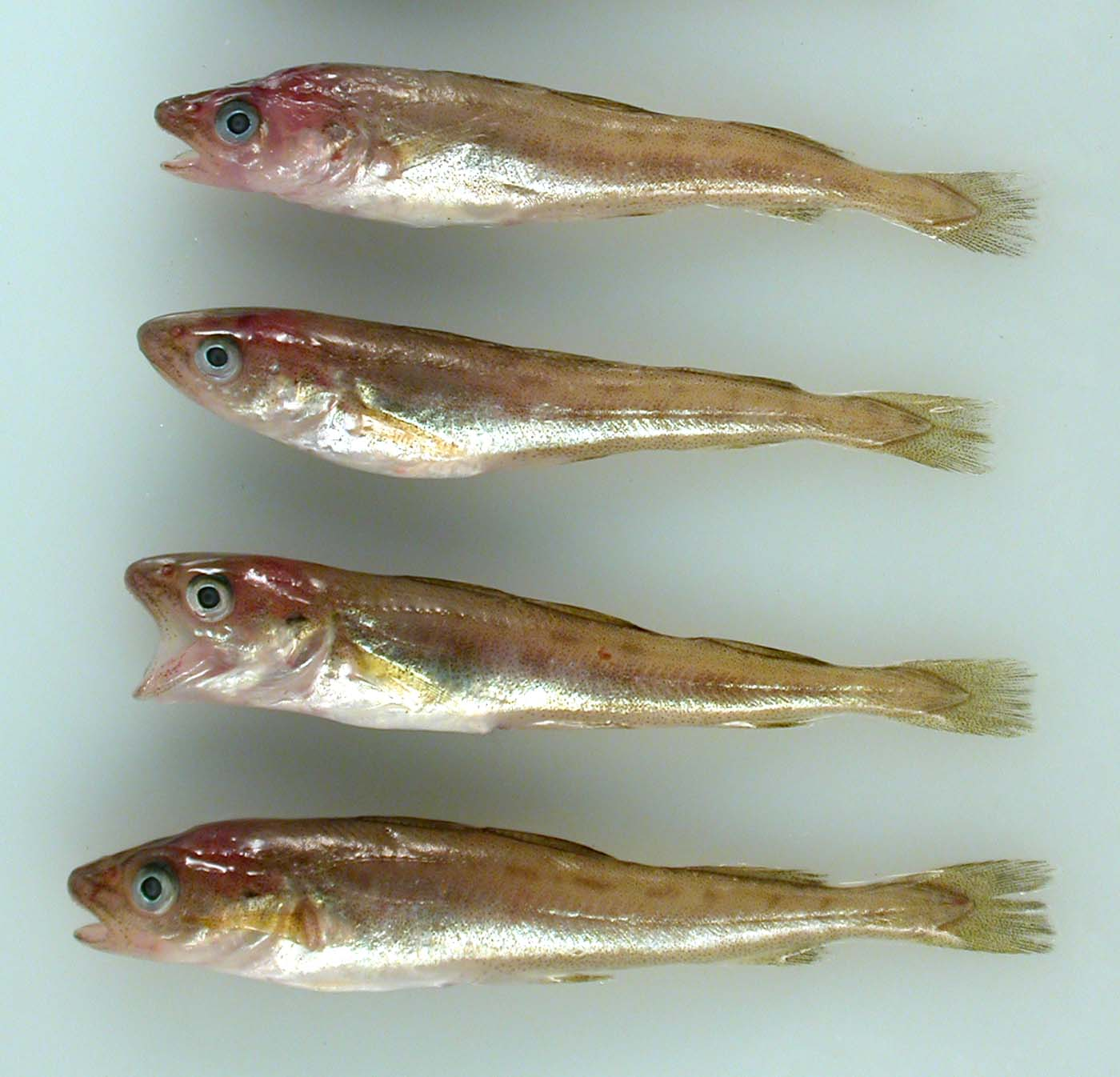
Eleginus gracilis

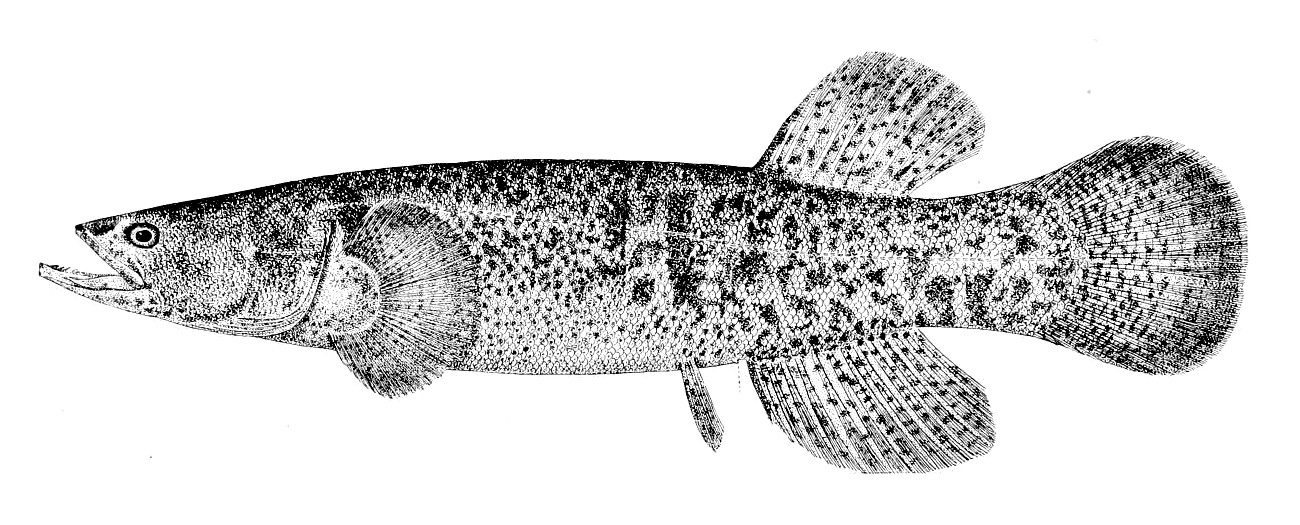
Dallia pectoralis

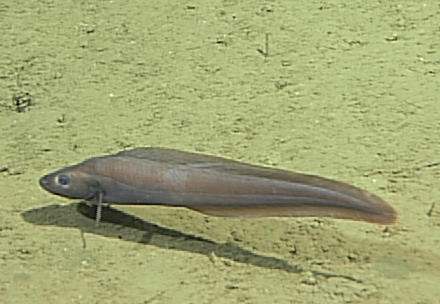
Bothrocara brunneum

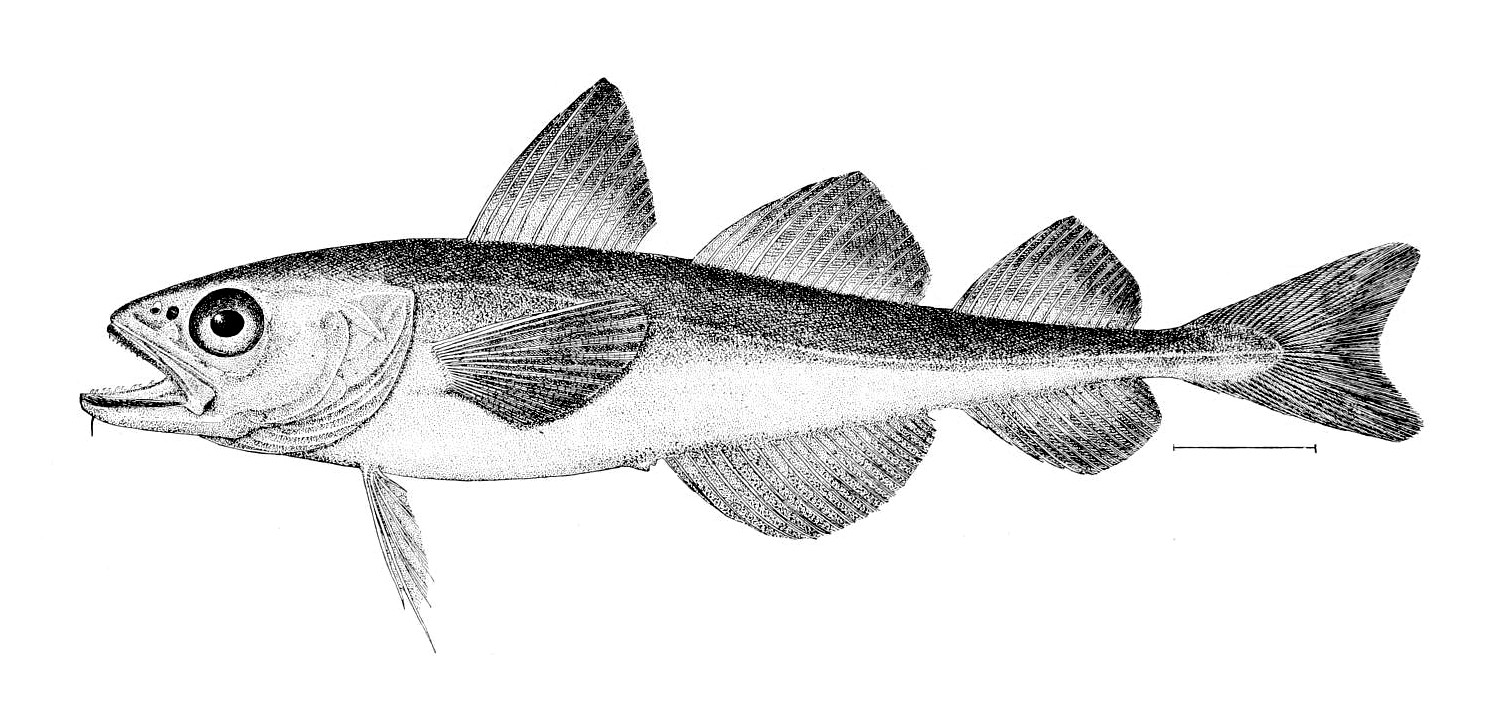
Boreogadus saida

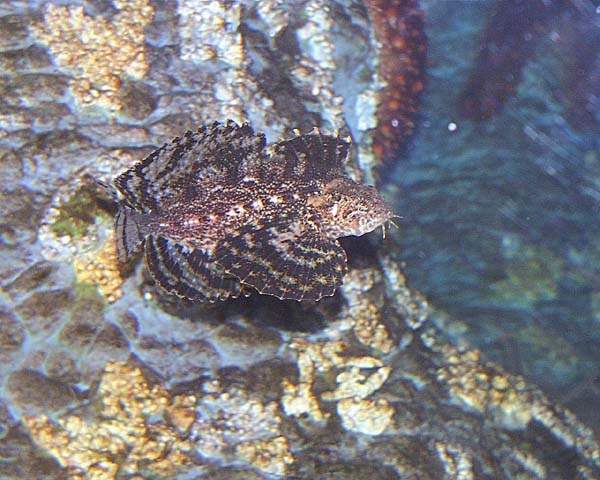
Blepsias bilobus

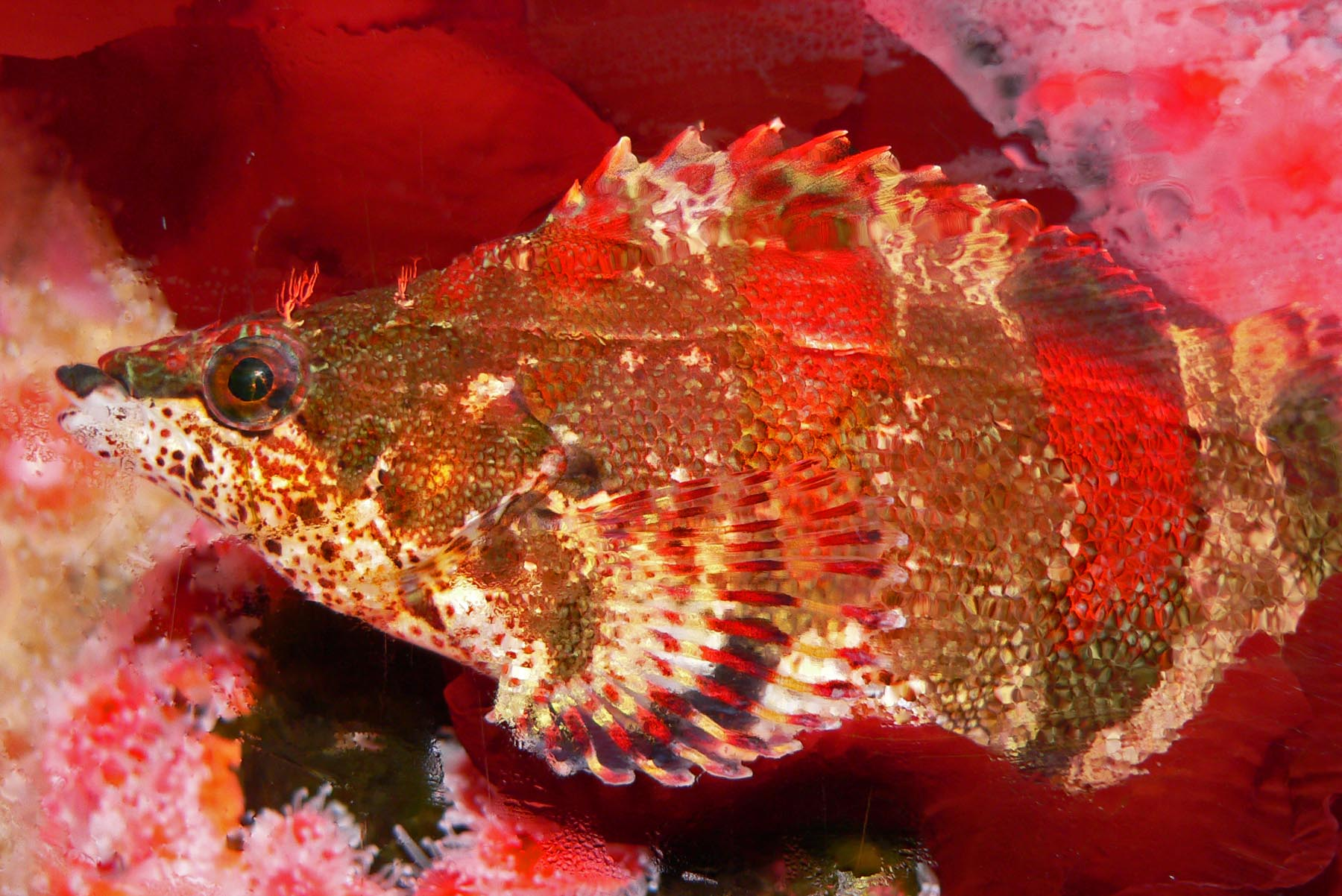
Oxylebius pictus

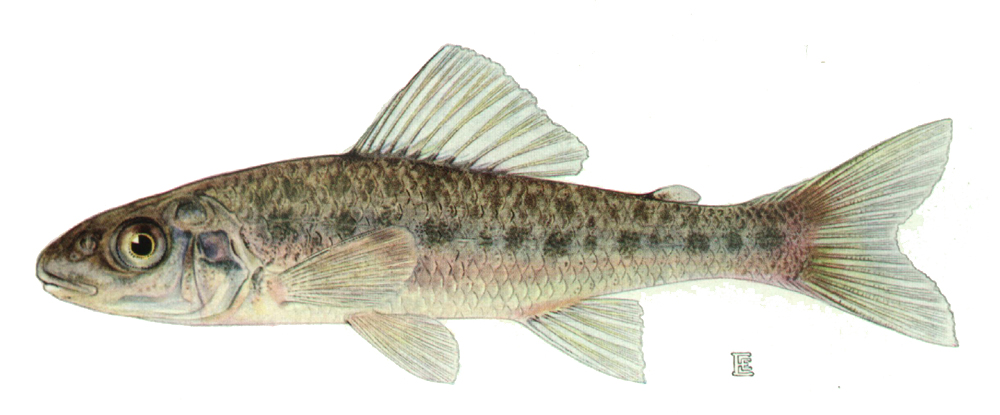
Percopsis omiscomaycus

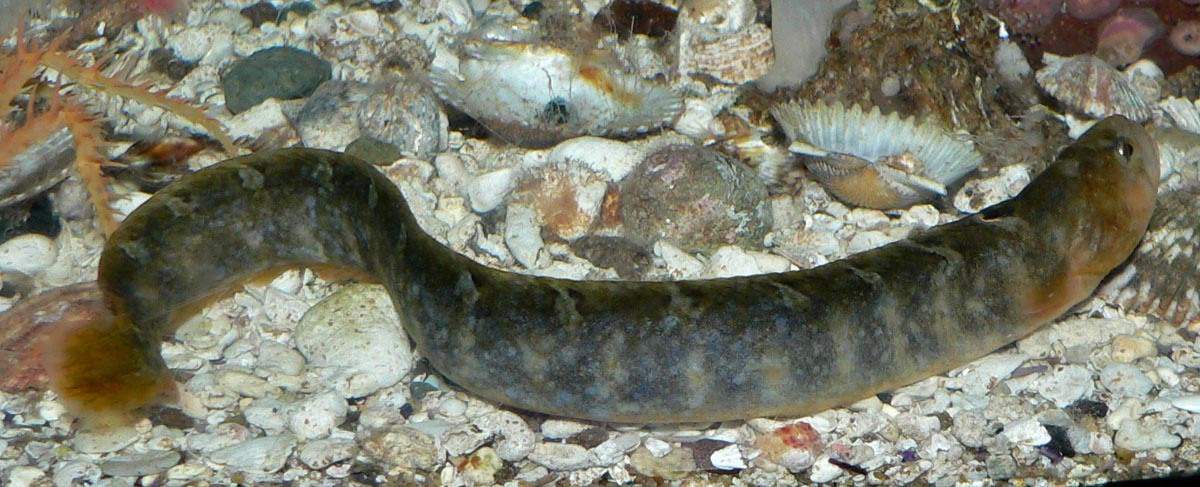
Pholis laeta

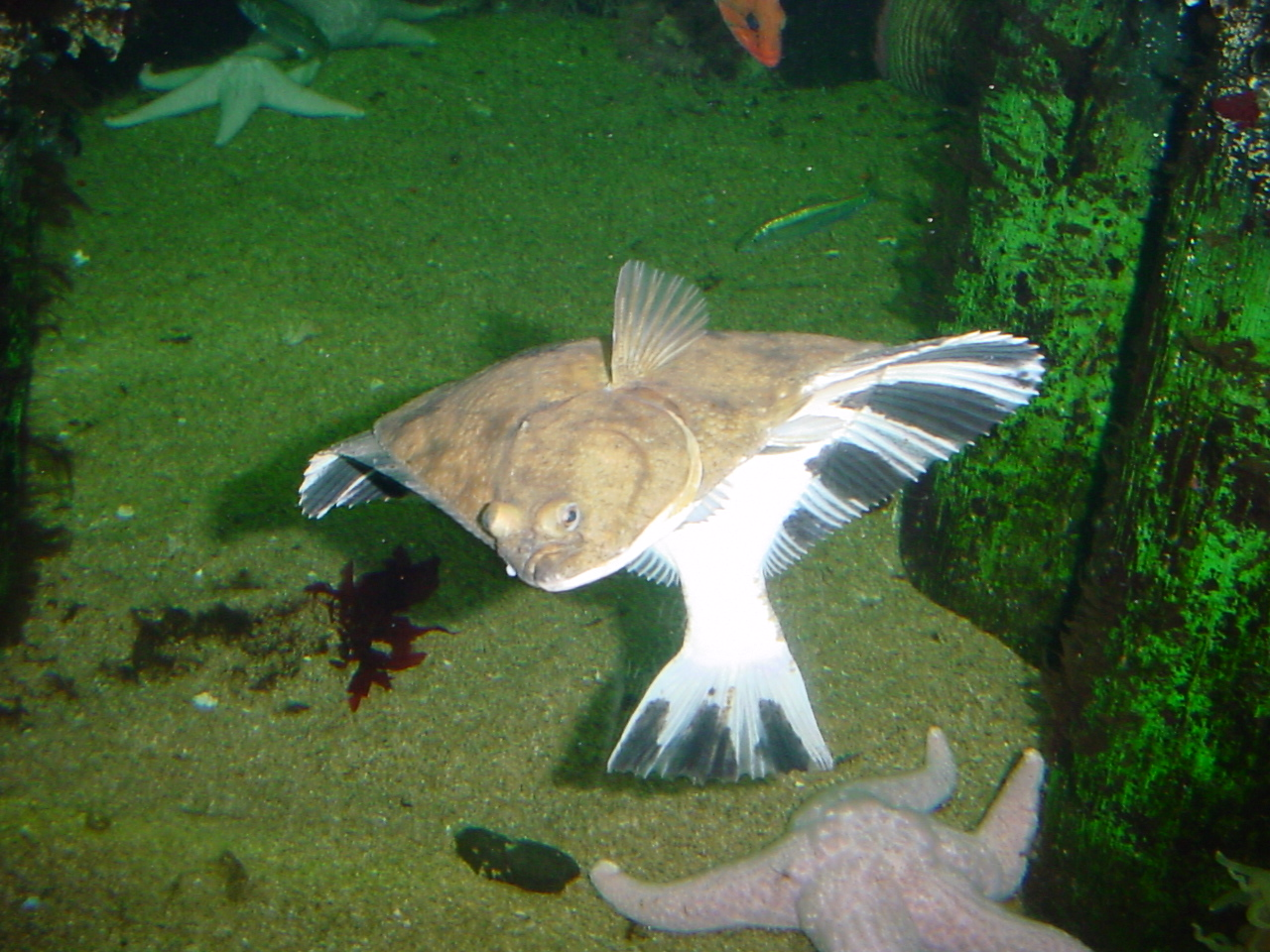
Platichthys stellatus

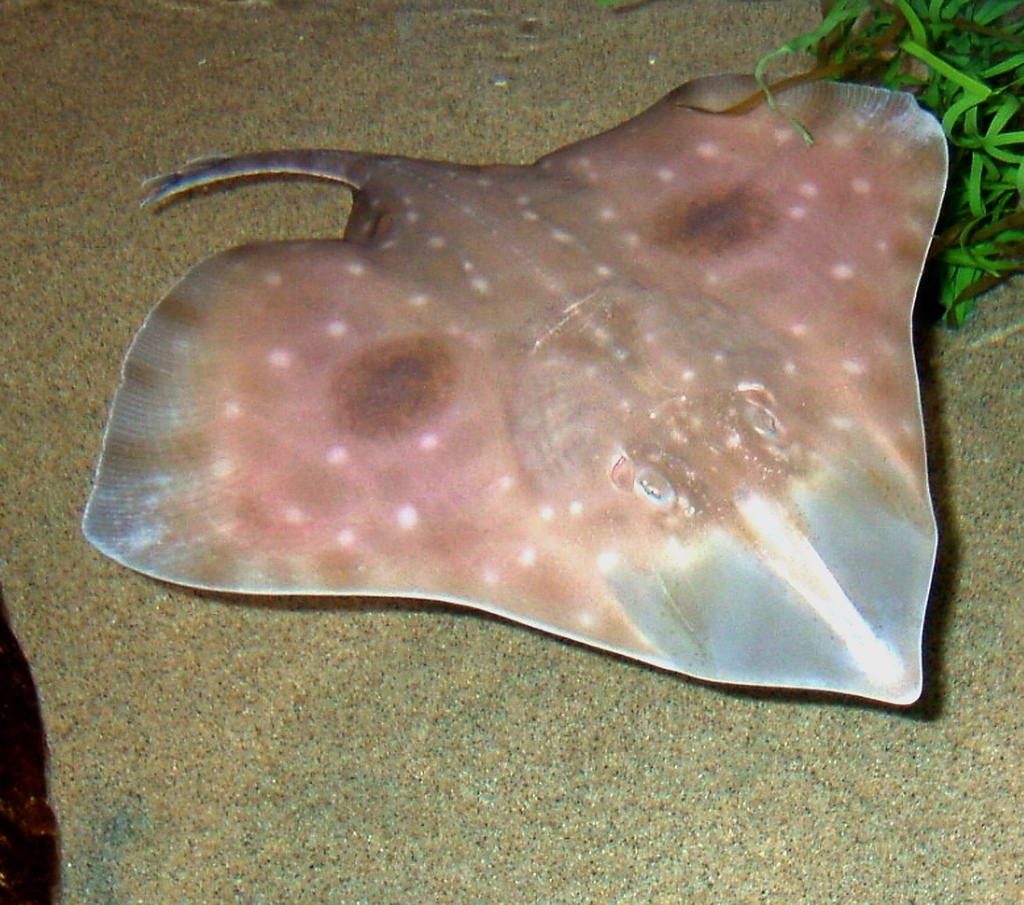
Raja binoculata

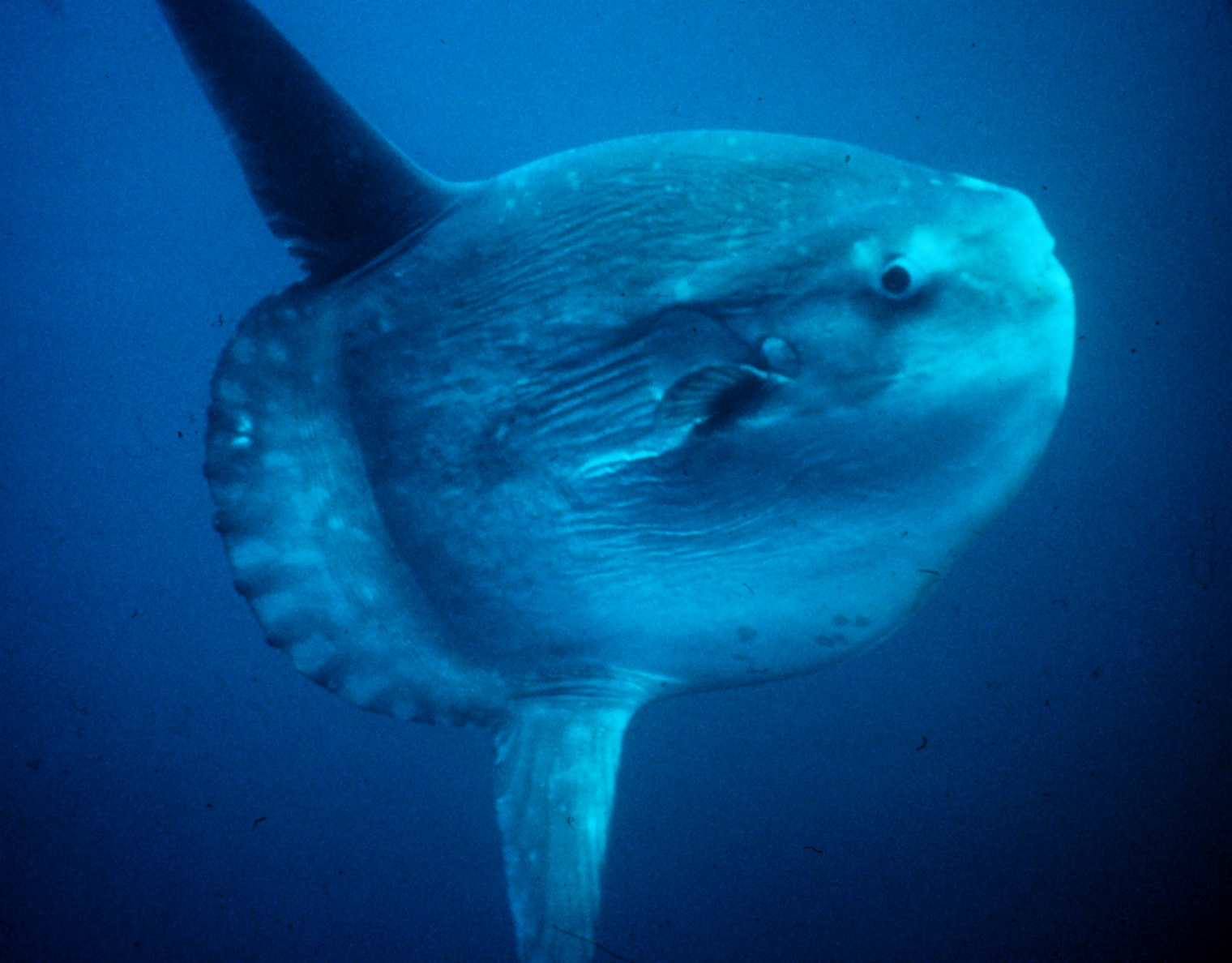
Bot (Mola mola)

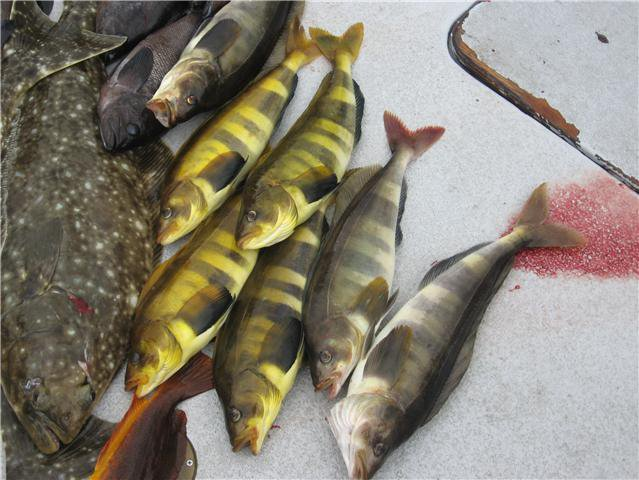
Pleurogrammus monopterygius

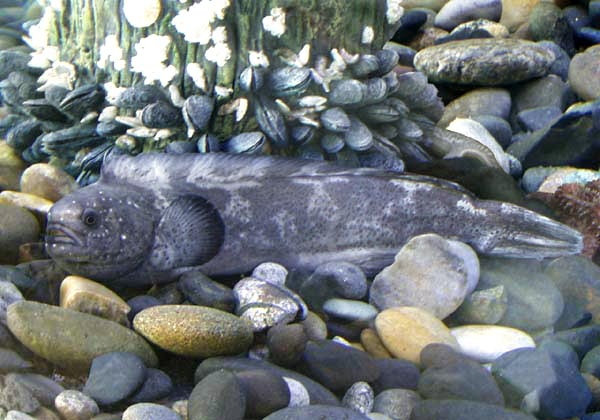
Zaprora silenus

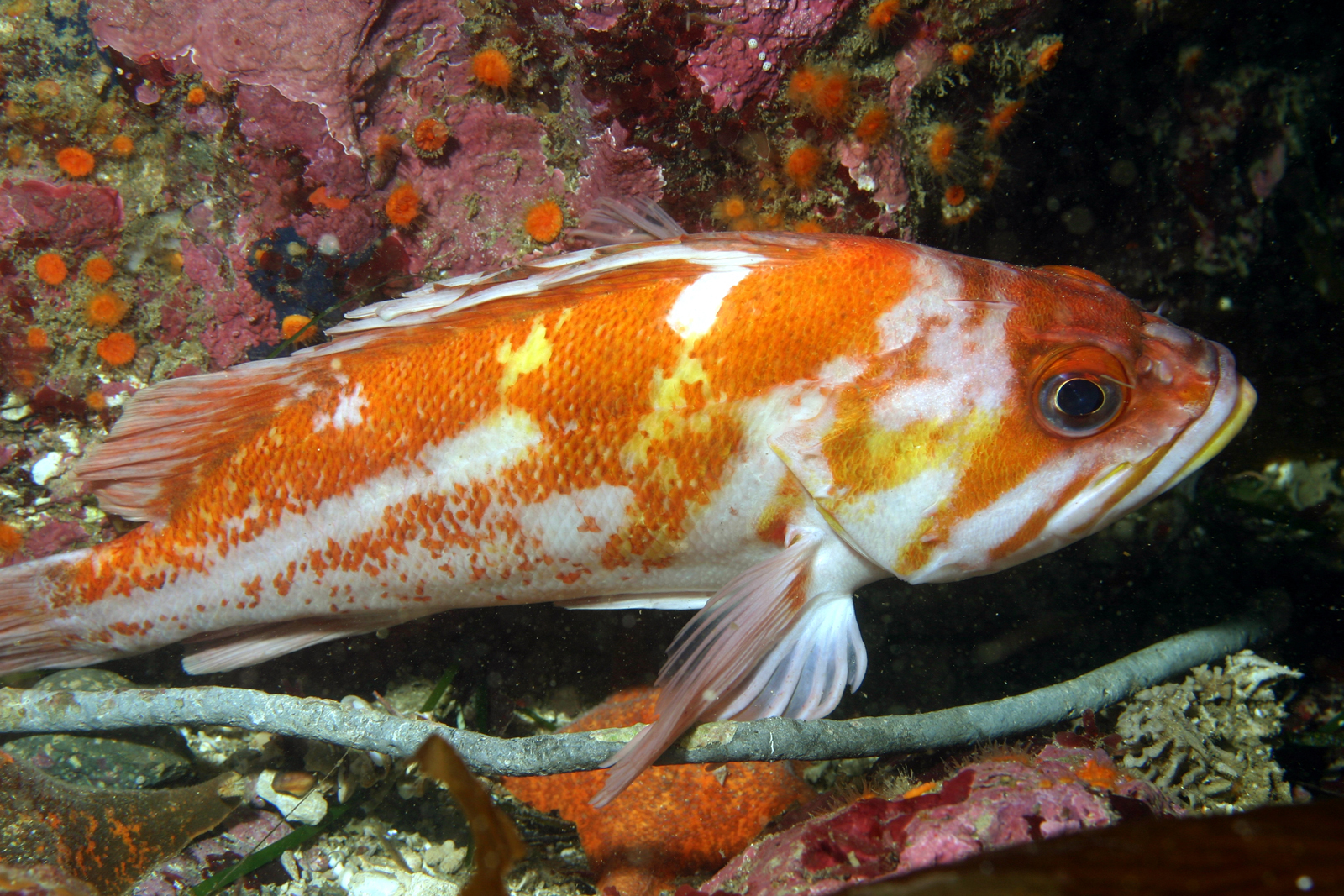
Sebastes caurinus

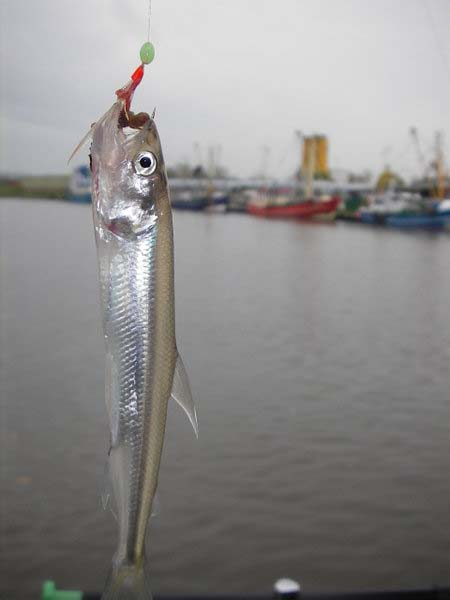
Osmerus eperlanus

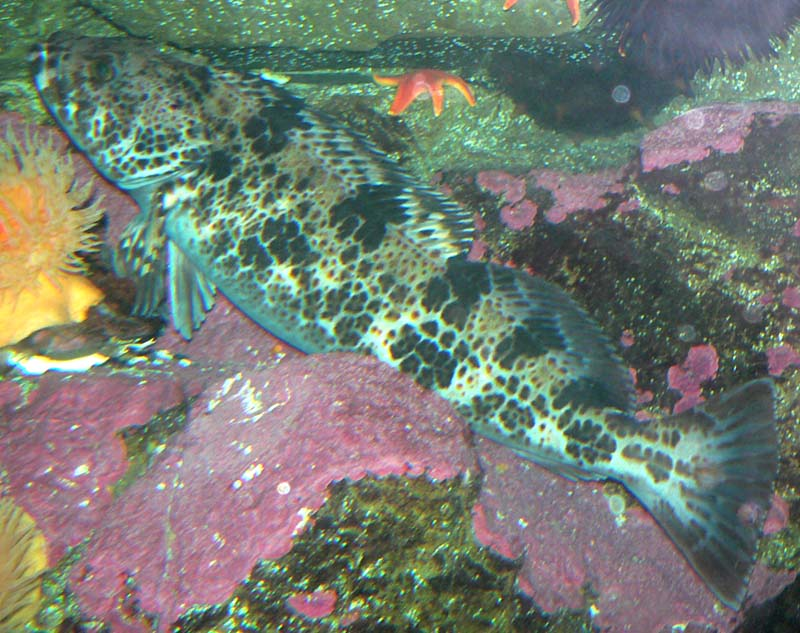
Ophiodon elongatus

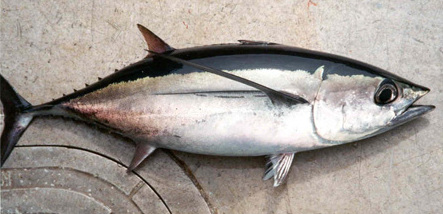
Bacora (Thunnus alalunga)

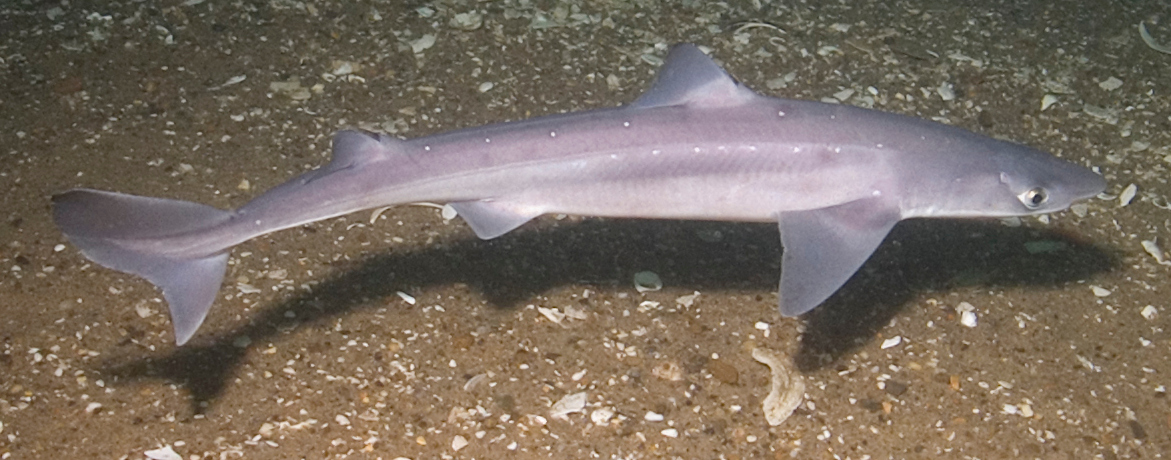
Agullat (Squalus acanthias)

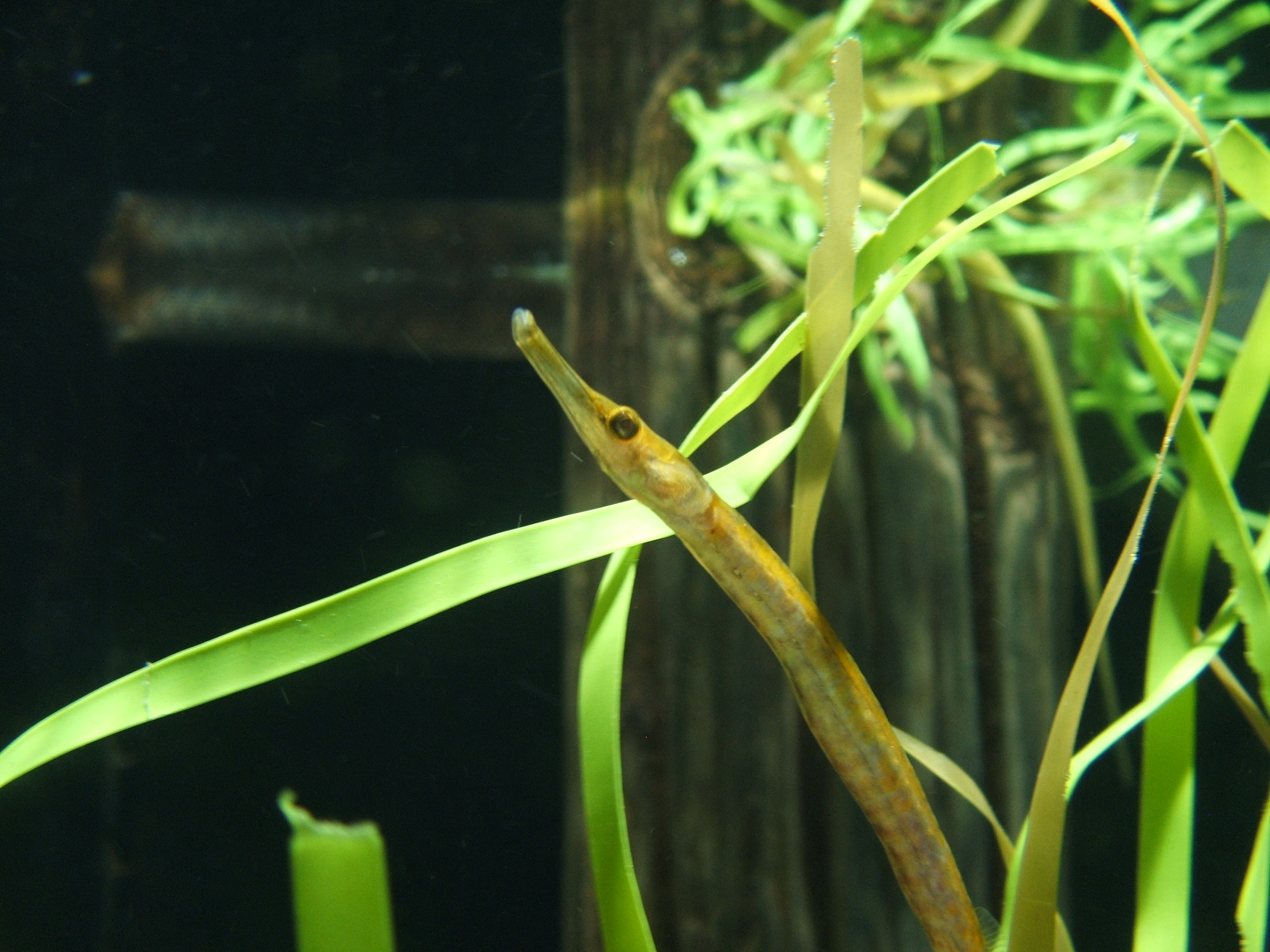
Syngnathus leptorhynchus

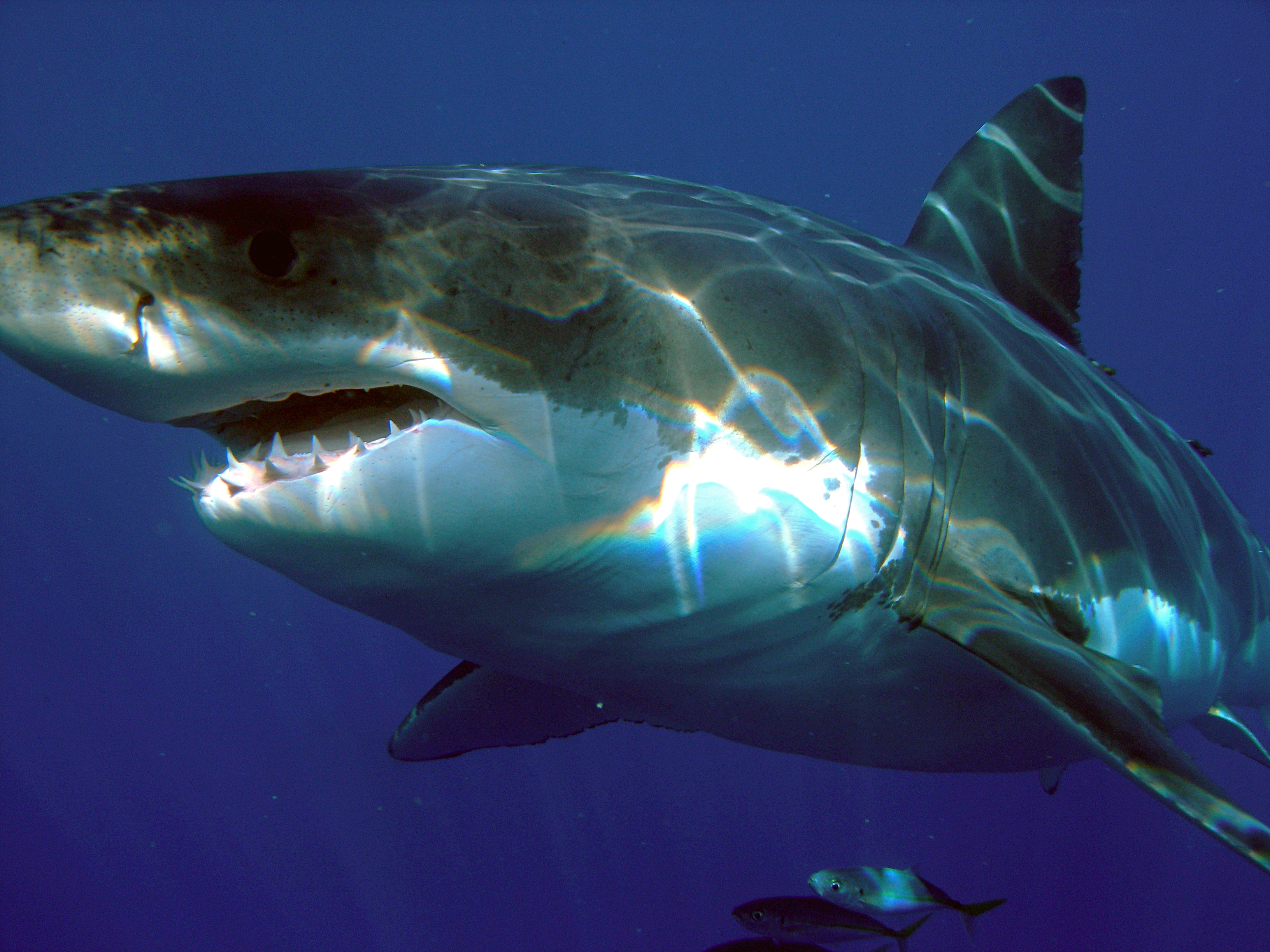
Tauró blanc (Carcharodon carcharias)

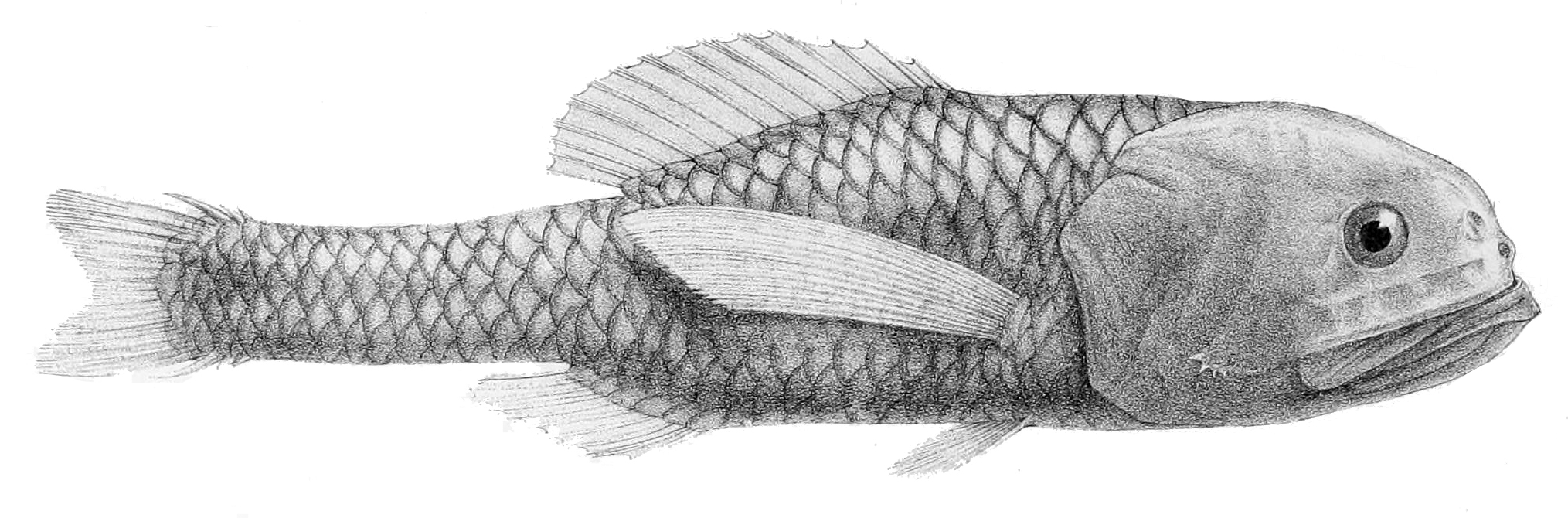
Poromitra crassiceps

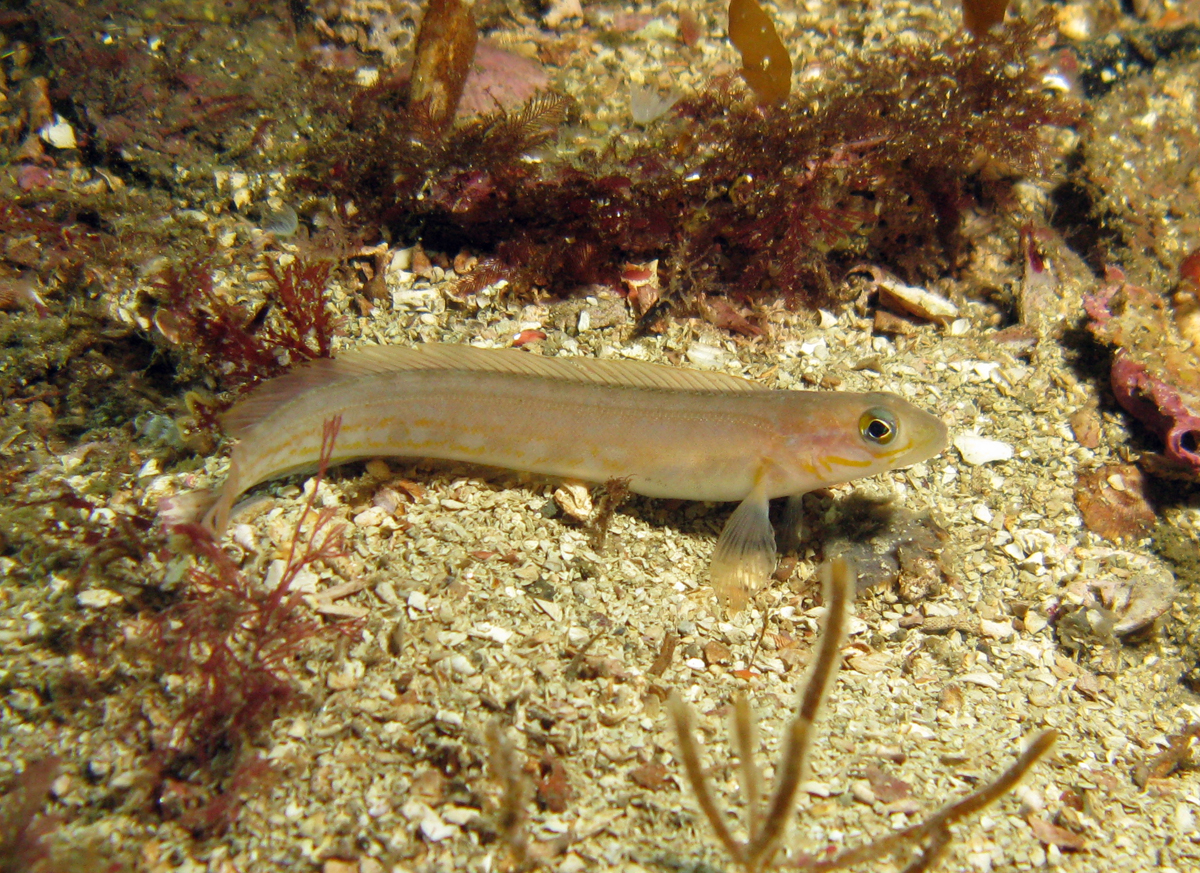
Ronquilus jordani

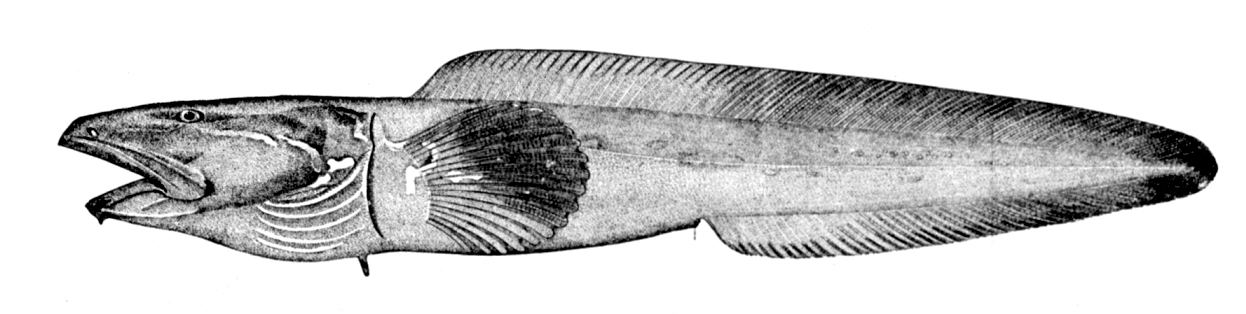
Lycodes mucosus

Aquesta llista de peixos d'Alaska inclou les 518 espècies de peixos que es poden trobar a Alaska ordenades per l'ordre alfabètic de llur nom científic.

## A
- Acantholiparis operculari
- Acantholumpenus mackayi
- Acipenser medirostri
- Acipenser transmontanu
- Agonopsis vulsa
- Albatrossia pectoralis
- Alectrias alectrolophu
- Alectridium aurantiacum
- Alepisaurus ferox
- Alepocephalus tenebrosu
- Allocareproctus jordani
- Allocareproctus kallaion
- Allocareproctus tanix
- Allocareproctus unangas
- Allocareproctus ungak
- Allocyttus folletti
- Alosa sapidissima
- Ammodytes hexapterus
- Ammodytes personatus
- Anarhichas orientalis
- Anarrhichthys ocellatus
- Anisarchus medius
- Anoplagonus inermis
- Anoplarchus insignis
- Anoplarchus purpurescens
- Anoplopoma fimbria
- Anotopterus nikparini
- Antimora microlepis
- Antimora rostrata
- Apodichthys flavidus
- Apristurus brunneus
- Aptocyclus ventricosus
- Archistes biseriatus
- Arctogadus borisovi
- Arctogadus glacialis
- Arctoscopus japonicus
- Aristostomias scintillans
- Artediellichthys nigripinnis
- Artediellus pacificus
- Artediellus scaber
- Artediellus uncinatus
- Artedius fenestralis
- Artedius harringtoni
- Artedius lateralis
- Ascelichthys rhodorus
- Aspidophoroides bartoni
- Atheresthes evermanni
- Atheresthes stomias
- Atractoscion nobilis
- Aulorhynchus flavidus
- Avocettina infans

## B
- Bathophilus flemingi
- Bathyagonus alascanus
- Bathyagonus infraspinatus
- Bathyagonus nigripinnis
- Bathyagonus pentacanthus
- Bathylagus borealis
- Bathylagus pacificus
- Bathymaster caeruleofasciatus
- Bathymaster leurolepis
- Bathymaster signatus
- Bathyraja aleutica
- Bathyraja interrupta
- Bathyraja mariposa
- Bathyraja parmifera
- Bathyraja trachura
- Benthalbella dentata
- Benthosema glaciale
- Blepsias bilobus
- Blepsias cirrhosus
- Bolinia euryptera
- Boreogadus saida
- Bothragonus swanii
- Bothrocara brunneum
- Bothrocara molle
- Bothrocara pusillum
- Brama japonica
- Brosmophycis marginata
- Bryozoichthys lysimus
- Bryozoichthys marjorius

## C
- Carcharodon carcharias
- Careproctus abbreviatus
- Careproctus attenuatus
- Careproctus bowersianus
- Careproctus canus
- Careproctus colletti
- Careproctus comus
- Careproctus cypselurus
- Careproctus ectenes
- Careproctus faunus
- Careproctus furcellus
- Careproctus gilberti
- Careproctus melanurus
- Careproctus mollis
- Careproctus opisthotremus
- Careproctus ostentum
- Careproctus phasma
- Careproctus pycnosoma
- Careproctus rastrinus
- Careproctus scottae
- Careproctus simus
- Careproctus spectrum
- Careproctus zachirus
- Catostomus catostomus catostomus
- Cetorhinus maximus
- Chauliodus macouni
- Chesnonia verrucosa
- Chirolophis decoratus
- Chirolophis nugator
- Chirolophis tarsodes
- Citharichthys sordidus
- Citharichthys stigmaeus
- Clinocottus acuticeps
- Clinocottus embryum
- Clinocottus globiceps
- Clupea pallasii pallasii
- Cololabis saira
- Conocara salmoneum
- Coregonus autumnalis[1]
- Coregonus clupeaformis
- Coregonus laurettae
- Coregonus lucidus
- Coregonus nasus
- Coregonus nelsonii[2]
- Coregonus pidschian
- Coregonus sardinella
- Coryphaenoides acrolepis
- Coryphaenoides armatus
- Coryphaenoides cinereus
- Coryphaenoides filifer
- Coryphaenoides leptolepis
- Coryphaenoides longifilis
- Coryphaenoides spinulosus
- Cottus aleuticus
- Cottus asper
- Cottus cognatus
- Cottus gulosus
- Couesius plumbeus
- Cryptacanthodes aleutensis
- Cryptacanthodes giganteus
- Crystallichthys cameliae
- Crystallichthys cyclospilus
- Crystallichthys mirabilis
- Cyclothone atraria
- Cyclothone microdon
- Cyclothone pacifica
- Cyclothone pallida
- Cyclothone signata
- Cymatogaster aggregata

## D
- Dallia pectoralis
- Dasycottus setiger
- Diaphus theta
- Dolichopteryx parini

## E
- Elassodiscus caudatus
- Elassodiscus tremebundus
- Eleginus gracilis
- Eleginus nawaga
- Embassichthys bathybius
- Embiotoca lateralis
- Enophrys bison
- Enophrys diceraus
- Enophrys lucasi
- Eopsetta jordani
- Eptatretus deani
- Eptatretus stoutii
- Erilepis zonifer
- Esox lucius
- Eumesogrammus praecisus
- Eumicrotremus andriashevi
- Eumicrotremus asperrimus
- Eumicrotremus barbatus
- Eumicrotremus derjugini
- Eumicrotremus gyrinops
- Eumicrotremus orbis
- Eumicrotremus phrynoides
- Eurymen gyrinus

## G
- Gadus macrocephalus
- Gadus ogac
- Gasterosteus aculeatus aculeatus
- Glyptocephalus zachirus
- Gobiesox maeandricus
- Gymnelus hemifasciatus
- Gymnelus popovi
- Gymnelus viridis
- Gymnocanthus detrisus
- Gymnocanthus galeatus
- Gymnocanthus pistilliger
- Gymnocanthus tricuspis
- Gymnoclinus cristulatus
- Gyrinichthys minytremus

## H
- Hemilepidotus gilberti
- Hemilepidotus hemilepidotus
- Hemilepidotus jordani
- Hemilepidotus papilio
- Hemilepidotus spinosus
- Hemilepidotus zapus
- Hemitripterus bolini
- Hemitripterus villosus
- Hexagrammos decagrammus
- Hexagrammos lagocephalus
- Hexagrammos octogrammus
- Hexagrammos stelleri
- Hexanchus griseus
- Hippoglossoides elassodon
- Hippoglossoides robustus
- Hippoglossus hippoglossus
- Hippoglossus stenolepis
- Histiobranchus bathybius
- Hydrolagus colliei
- Hygophum reinhardtii
- Hypomesus olidus
- Hypomesus pretiosus
- Hypsagonus quadricornis

## I
- Icelinus borealis
- Icelinus burchami
- Icelinus filamentosus
- Icelus bicornis
- Icelus canaliculatus
- Icelus euryops
- Icelus spatula
- Icelus spiniger
- Icelus uncinalis
- Icichthys lockingtoni
- Icosteus aenigmaticus
- Isopsetta isolepis
- Isurus oxyrinchus

## J
- Jordania zonope

## L
- Laemonema longipes
- Lamna ditropis
- Lampanyctus crocodilus
- Lampanyctus jordani
- Lampetra alaskensis
- Lampetra appendix
- Lampetra ayresii
- Lampetra richardsoni
- Lampetra tridentata
- Lampris guttatus
- Lepidopsetta bilineata
- Lepidopsetta polyxystra
- Leptoclinus maculatus
- Leptocottus armatus
- Lethenteron camtschaticum
- Lethotremus muticus
- Leuroglossus callorhini
- Leuroglossus schmidti
- Leuroglossus stilbius
- Limanda aspera
- Limanda proboscidea
- Liopsetta glacialis
- Liparis agassizii
- Liparis bristolensis
- Liparis callyodon
- Liparis catharus
- Liparis cyclopus
- Liparis dennyi
- Liparis fabricii
- Liparis florae
- Liparis fucensis
- Liparis gibbus
- Liparis greeni
- Liparis liparis liparis
- Liparis megacephalus
- Liparis micraspidophorus
- Liparis mucosus
- Liparis ochotensis
- Liparis pulchellus
- Liparis rutteri
- Liparis tunicatus
- Lipariscus nanus
- Lipolagus ochotensis
- Lopholiparis flerxi[3]
- Lota lota
- Lumpenella longirostris
- Lumpenus fabricii
- Lumpenus sagitta
- Lycenchelys alta
- Lycenchelys crotalinus
- Lycenchelys jordani
- Lycenchelys rosea
- Lycodapus fierasfer
- Lycodapus mandibularis
- Lycodapus parviceps
- Lycodapus psarostomatus
- Lycodes akuugun
- Lycodes beringi
- Lycodes brevipes
- Lycodes brunneofasciatus
- Lycodes concolor
- Lycodes cortezianus
- Lycodes diapterus
- Lycodes eudipleurostictus
- Lycodes jugoricus
- Lycodes mucosus
- Lycodes pacificus
- Lycodes palearis
- Lycodes pallidus
- Lycodes polaris
- Lycodes raridens
- Lycodes rossi
- Lycodes sagittarius[4]
- Lycodes seminudus
- Lycodes squamiventer
- Lycodes turneri[5]
- Lyopsetta exilis

## M
- Macropinna microstoma
- Malacocottus aleuticus
- Malacocottus kincaidi
- Malacocottus zonurus
- Mallotus villosus
- Megalocottus platycephalus platycephalus
- Melamphaes lugubris
- Melanostigma pammelas
- Merluccius productus
- Microcottus sellaris
- Microgadus proximus
- Microstomus pacificus
- Mola mola
- Myoxocephalus jaok
- Myoxocephalus niger
- Myoxocephalus polyacanthocephalus
- Myoxocephalus scorpioides
- Myoxocephalus scorpius
- Myoxocephalus stelleri
- Myoxocephalus verrucosus

## N
- Nalbantichthys elongatus
- Nannobrachium regale
- Nannobrachium ritteri
- Nansenia candida
- Nautichthys oculofasciatus
- Nautichthys pribilovius
- Nautichthys robustus[6]
- Nectoliparis pelagicus
- Nemichthys scolopaceus

## O
- Occella dodecaedron
- Odontopyxis trispinosa
- Oligocottus latifrons
- Oligocottus maculosus
- Oligocottus rimensis
- Oligocottus snyderi
- Oncorhynchus clarkii clarkii
- Oncorhynchus gorbuscha
- Oncorhynchus keta
- Oncorhynchus kisutch
- Oncorhynchus mykiss
- Oncorhynchus nerka
- Oncorhynchus tshawytscha
- Oneirodes acanthias
- Oneirodes bulbosus
- Oneirodes thompsoni
- Opaeophacus acrogeneius
- Ophiodon elongatus
- Osmerus eperlanus
- Osmerus mordax dentex
- Oxylebius pictus

## P
- Pallasina barbata
- Paraliparis adustus
- Paraliparis bullacephalus
- Paraliparis cephalus
- Paraliparis dactylosus
- Paraliparis deani
- Paraliparis holomelas
- Paraliparis ulochir
- Parophrys vetulus
- Percis japonica
- Percopsis omiscomaycus
- Phallocottus obtusus
- Pholis clemensi
- Pholis fasciata
- Pholis laeta
- Pholis ornata
- Phytichthys chirus
- Platichthys stellatus
- Pleurogrammus monopterygius
- Pleuronectes quadrituberculatus
- Pleuronichthys coenosus
- Pleuronichthys decurrens
- Podothecus accipenserinus
- Polyacanthonotus challengeri
- Porichthys notatus
- Poroclinus rothrocki
- Porocottus mednius
- Porocottus quadrifilis
- Poromitra crassiceps
- Poromitra curilensis
- Prionace glauca
- Prosopium coulterii
- Prosopium cylindraceum
- Protomyctophum thompsoni
- Psettichthys melanostictus
- Pseudobathylagus milleri
- Pseudopentaceros pectoralis
- Psychrolutes paradoxus
- Psychrolutes phrictus
- Psychrolutes sigalutes
- Ptilichthys goodei
- Pungitius pungitius

## R
- Radulinus asprellus
- Radulinus taylori
- Raja binoculata
- Raja rhina
- Raja stellulata
- Rastrinus scutiger
- Reinhardtius hippoglossoides
- Rhacochilus vacca
- Rhamphocottus richardsonii
- Rhinoliparis attenuatus
- Rhinoliparis barbulifer
- Rhinoraja longi
- Rhodymenichthys dolichogaster
- Ronquilus jordani
- Ruscarius meanyi

## S
- Salvelinus alpinus alpinus
- Salvelinus anaktuvukensis
- Salvelinus confluentus
- Salvelinus fontinalis
- Salvelinus leucomaenis leucomaenis
- Salvelinus malma malma
- Salvelinus namaycush
- Sarda chiliensis lineolata
- Sardinops sagax
- Sarritor frenatus
- Sarritor leptorhynchus
- Scomber japonicus
- Scopeloberyx robustus
- Scopelosaurus adleri
- Scopelosaurus harryi
- Scorpaenichthys marmoratus
- Scytalina cerdale
- Sebastes aleutianus
- Sebastes alutus
- Sebastes auriculatus
- Sebastes babcocki
- Sebastes borealis
- Sebastes brevispinis
- Sebastes caurinus
- Sebastes ciliatus
- Sebastes crameri
- Sebastes diploproa
- Sebastes elongatus
- Sebastes emphaeus
- Sebastes entomelas
- Sebastes flavidus
- Sebastes helvomaculatus
- Sebastes jordani
- Sebastes maliger
- Sebastes melanops
- Sebastes melanostomus
- Sebastes miniatus
- Sebastes mystinus
- Sebastes nebulosus
- Sebastes nigrocinctus
- Sebastes paucispinis
- Sebastes pinniger
- Sebastes polyspinis[7]
- Sebastes proriger
- Sebastes reedi
- Sebastes ruberrimus
- Sebastes saxicola
- Sebastes swifti
- Sebastes variabilis
- Sebastes variegatus
- Sebastes wilsoni
- Sebastes zacentrus
- Sebastolobus alascanus
- Sebastolobus altivelis
- Sebastolobus macrochir
- Sigmistes caulias
- Sigmistes smithi
- Sigmops gracilis
- Soldatovia polyactocephala
- Somniosus microcephalus
- Somniosus pacificus
- Spectrunculus grandis
- Sphyraena argentea
- Spirinchus starksi
- Spirinchus thaleichthys
- Squalus acanthias
- Squatina californica
- Squatina squatina
- Stelgistrum beringianum
- Stelgistrum concinnum
- Stenobrachius leucopsarus
- Stenobrachius nannochir
- Stenodus leucichthys
- Stichaeus punctatus punctatus
- Stlegicottus xenogrammus
- Symbolophorus californiensis
- Synchirus gilli
- Syngnathus leptorhynchus

## T
- Tactostoma macropus
- Taractes asper
- Tarletonbeania crenularis
- Tarletonbeania taylori
- Temnocora candida
- Tetragonurus cuvieri
- Thaleichthys pacificus
- Theragra chalcogramma
- Thunnus alalunga
- Thunnus orientalis
- Thymallus arcticus arcticus
- Thyriscus anoplus
- Trachipterus altivelis
- Trachurus symmetricus
- Trichocottus brashnikovi
- Trichodon trichodon
- Triglops forficatus
- Triglops macellus
- Triglops metopias
- Triglops pingelii
- Triglops scepticus
- Triglops xenostethus
- Triglopsis quadricornis

## U
- Ulcina olrikii

## X
- Xeneretmus leiops
- Xiphister atropurpureus
- Xiphister mucosus

## Z
- Zaprora silenus
- Zesticelus profundorum[8]